# Rue de Vaugirard
La rue de Vaugirard, qui traverse les 6e et 15e arrondissements, est la plus longue voie de Paris intra-muros, avec 4 360 mètres de longueur, correspondant à quatre cent sept numéros d'immeubles.

## Situation et accès
La rue de Vaugirard part du boulevard Saint-Michel, au niveau de la place de la Sorbonne et se termine à la jonction des boulevards Victor et Lefebvre, à la porte de Versailles. Au-delà des boulevards des Maréchaux, elle est prolongée par l'avenue Ernest-Renan. La circulation sur chaussée y est à sens unique sud-nord sur la majeure partie de son tracé ; elle est à double sens sur la portion comprise entre la rue de Rennes et la place Paul-Claudel, derrière le théâtre de l'Odéon.
Accès
De la station Falguière à la station Porte de Versailles, la ligne 12 du métro suit le tracé de la rue de Vaugirard, selon cet ordre :
- Falguière ;
- Pasteur (correspondance avec la ligne 6, qui sort de terre à cet endroit) ;
- Volontaires ;
- Vaugirard, qui est située au cœur même de l'ancien village de Vaugirard ;
- Convention ;
- Porte de Versailles, (la ligne continue encore dans l'axe de la rue de Vaugirard jusqu'à Mairie d'Issy à Issy-les-Moulineaux).

En outre, la station Saint Placide, sur la ligne 4, est sur le tracé de la rue. L'arrêt s'est également appelé Vaugirard à l'origine, du fait que les deux lignes appartenaient à des réseaux différents, mais il a rapidement changé de nom pour éviter la confusion.

## Origine du nom
Le nom de la rue fait référence à l'ancienne commune de Vaugirard, aujourd'hui intégrée à Paris. Il est une déformation de « val Gérard », en hommage à Gérard de Moret, abbé de Saint-Germain. Il contribua au XIIIe siècle à l'essor de ce qui était alors un hameau, qui s'est successivement appelé « Valgérard », « Vaulgérard » et enfin « Vaugirard ».

## Historique

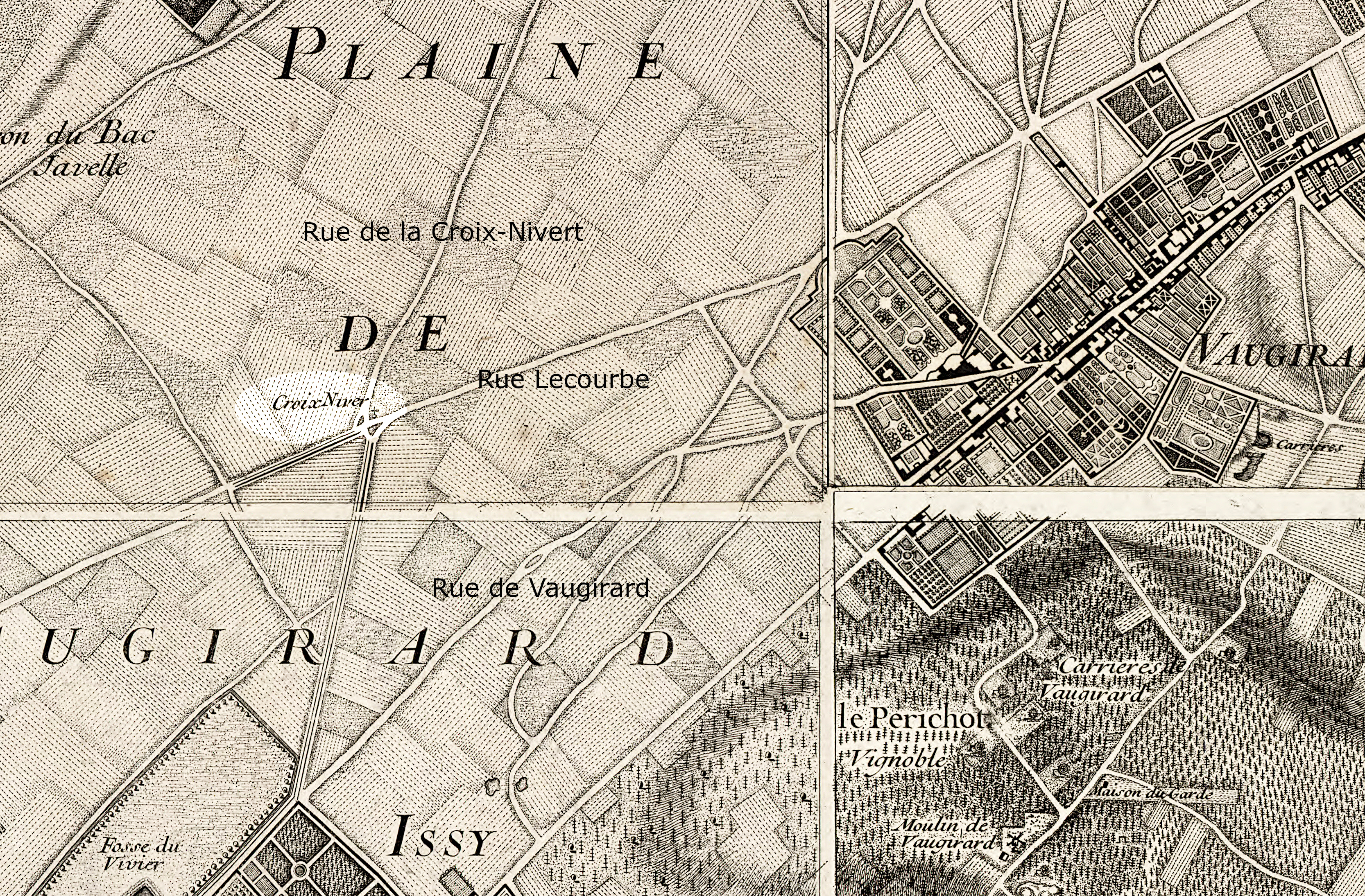
La future rue de Vaugirard sur plan de Roussel (Paris, 1730).

La rue est à l'origine une voie romaine reliant Lutèce à Autricum (Chartres). Au Moyen Âge, cette voie correspond à la route qui partait de l'enceinte de Philippe Auguste (au niveau de l'actuelle rue Monsieur-le-Prince) en direction du village de Vaugirard. Jusqu'au XVIe siècle, ce chemin reste rural, mais la voie s'urbanise à partir de 1550. Au XVIIe siècle, dans le contexte de la Contre-Réforme, on y construit notamment des couvents (Filles du Calvaire, religieuses du Précieux Sang, Carmes déchaussés). Au début du XVIIe siècle, le palais du Luxembourg est bâti à l'emplacement d'un hôtel particulier du milieu du XVIe siècle appartenant à François de Piney, duc de Luxembourg. Dans les années 1780, le mur des Fermiers généraux est érigé (actuel boulevard Pasteur) et la barrière de Vaugirard est construite à l'entrée de la rue.
Elle est citée sous le nom de « rue de Vaugirard » dans un manuscrit de 1636 dont le procès-verbal de visite, en date du 30 avril 1636, indique qu'elle est « en aucuns endroitz nette, et en d'autres avons veu plusieurs boues et fanges ».
À la fin du XVIIIe siècle, le théâtre de l'Odéon est construit sur le terrain du jardin de l'hôtel du prince de Condé. Une loi du 2 juillet 1844 prévoit l'élargissement de la rue.
Juste avant la Révolution française, la rue de Vaugirard fait partie de la paroisse Saint-Sulpice. La paroisse continue au-delà du mur des Fermiers généraux sur la partie droite de la route de Vaugirard jusqu'aux environs de la rue Copreaux où commence la paroisse de Vaugirard. Du côté gauche de la route, le territoire dépend de la paroisse Saint-Étienne-du-Mont.
Après l'annexion de Vaugirard à Paris par la loi du 16 juin 1859, la grande rue du village de Vaugirard est annexée officiellement le 23 mai 1863. La rue de Vaugirard et la grande rue de Vaugirard fusionnent le 2 avril 1868 pour donner une rue de plus de quatre kilomètres de long. Le village de Vaugirard s'est développé le long de sa grande rue et ce n'est qu'au début du XIXe siècle que la commune se développe, du fait notamment de l'urbanisation de la rue Lecourbe en avant de la barrière de Sèvres. Au moment du rattachement de Vaugirard à Paris, la rue est presque entièrement bâtie entre l'ancienne barrière de Vaugirard et la porte de Versailles.
Au début du XXe siècle, la rue est prolongée vers l'est pour rejoindre le boulevard Saint-Michel, passant le long du lycée Saint-Louis, débouchant en face de la Sorbonne (mais ce court prolongement représente moins de 1 % de la longueur totale de la rue). Elle a son autre extrémité à la porte de Versailles.
Le 29 mai 1918, durant la Première Guerre mondiale, un obus lancé par la Grosse Bertha explose au no 313 rue de Vaugirard. D'autres obus tombent, le 16 juillet 1918 au no 146, le 5 août 1918 au no 353 bis.

## Bâtiments remarquables et lieux de mémoire
À la porte de Versailles, la rue de Vaugirard est à proximité immédiate du parc des expositions et du Palais des sports. Elle longe :
- les installations sportives de l'Unité d'enseignement et de recherche d'éducation physique et sportive (UEREPS) ;
- l'hôpital Vaugirard - Gabriel-Pallez ;
- le square et la place Adolphe-Chérioux, jouxtants la mairie du 15e arrondissement ;
- l'Institut Pasteur ;
- le lycée Buffon près du boulevard Pasteur (on peut voir sur cette façade un cadran solaire) ;
- l'arrière de l'hôpital Necker-Enfants malades entre le boulevard Pasteur et le boulevard du Montparnasse ;
- le Sénat et le jardin du Luxembourg d'un côté, et le théâtre de l'Odéon de l'autre ;
- le lycée Saint-Louis, atteignant le boulevard Saint-Michel en face de la Sorbonne ;
- l'université Panthéon-Assas ;
- l'Institut catholique de Paris.

### Entre le boulevard Saint-Michel et le boulevard Pasteur: la rue de Vaugirard historique

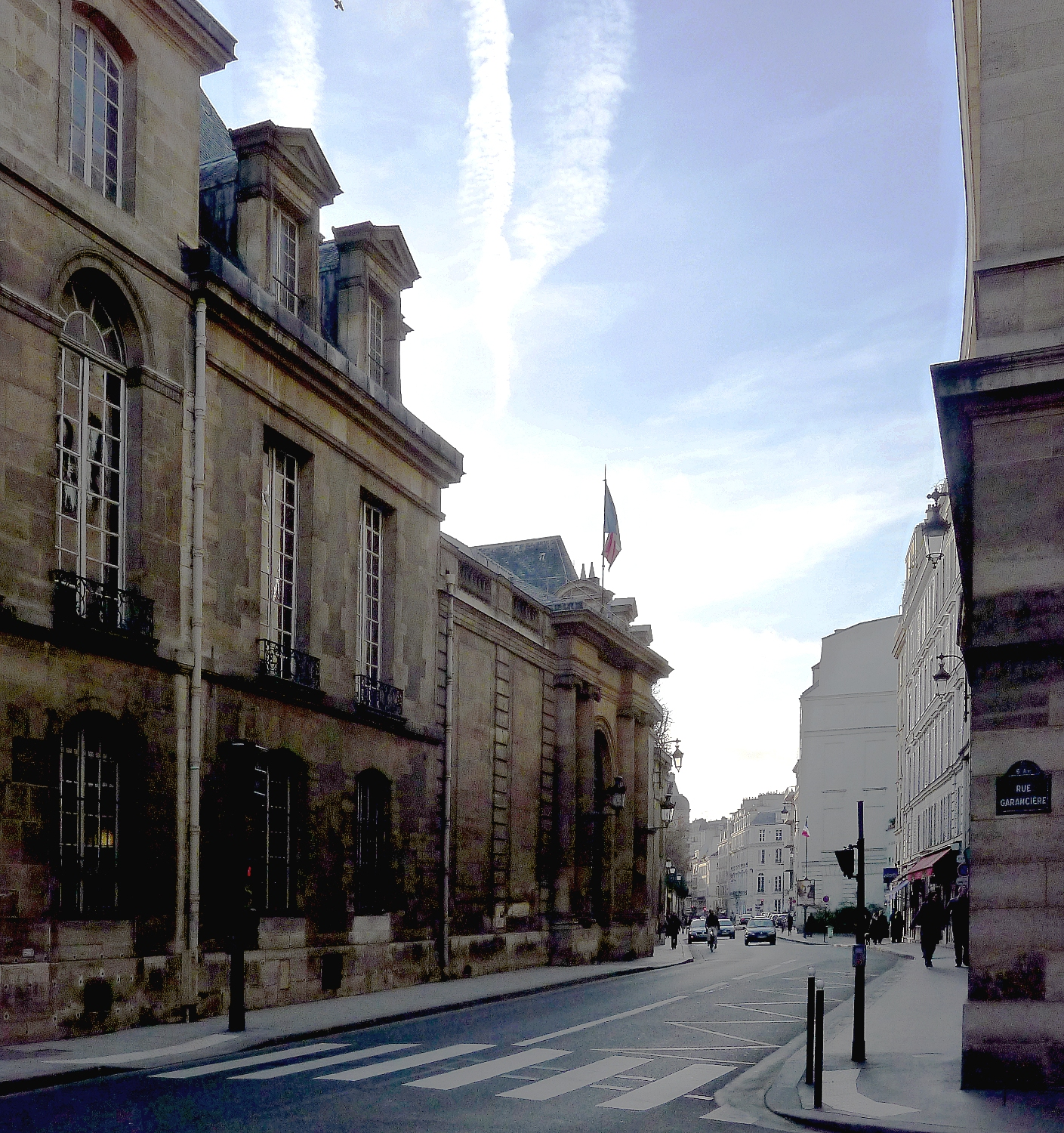
Devant le palais du Luxembourg, siège du Sénat.

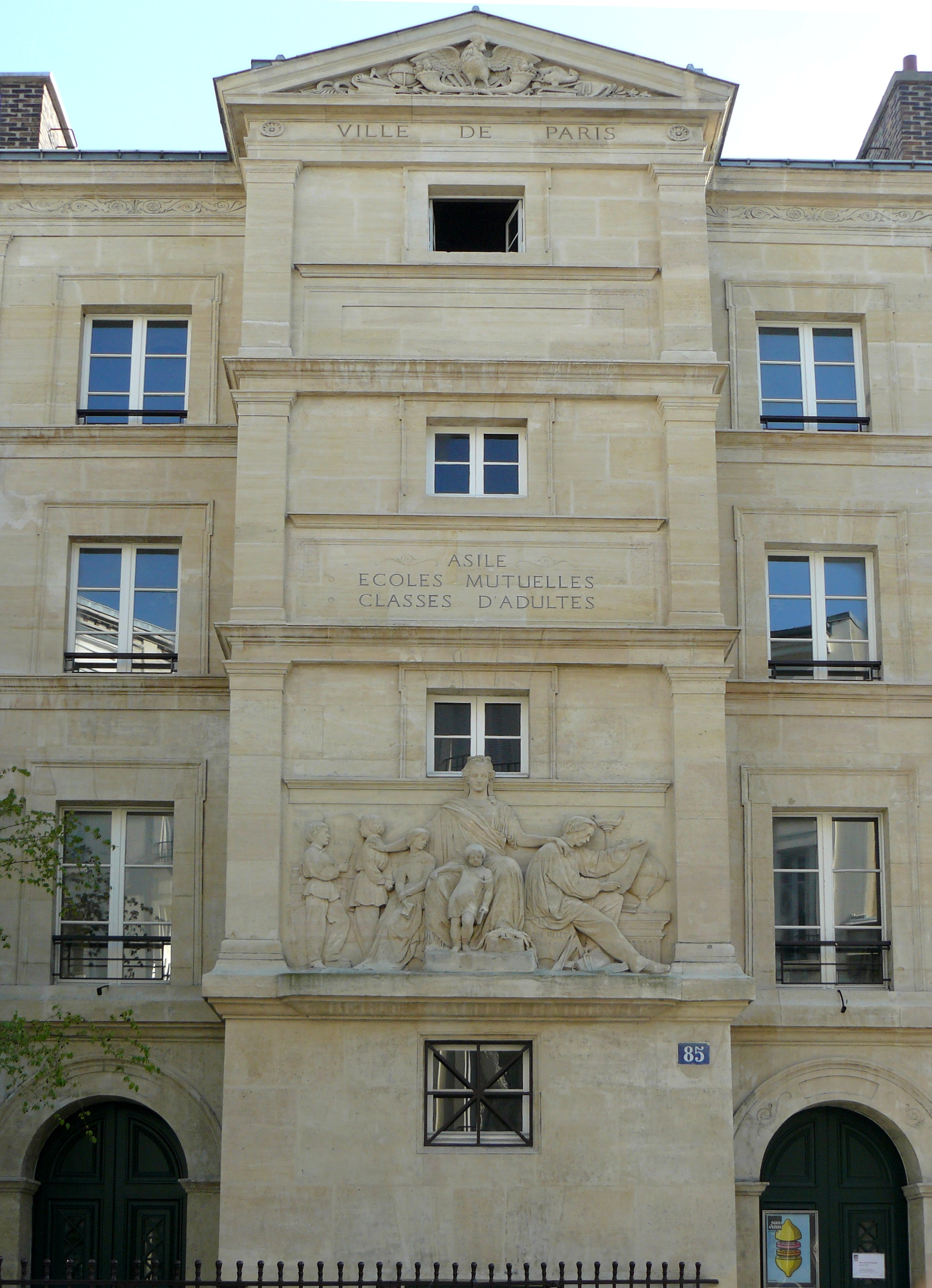
L'ancienne École mutuelle, au no 85. Bas-relief d'Aimé Millet (1850).

- No 1 : le général John Armstrong, Jr., ambassadeur des États-Unis en France, habita en 1810 dans l'édifice qui se trouvait à cette hauteur[13].
- No 3 bis : le comédien André Falcon vit soixante ans dans cet immeuble. Une plaque lui rend hommage.
- No 4 : le poète Paul Verlaine fréquenta cet hôtel de 1889 à 1894. Une plaque lui rend hommage.
- No 8 : l'écrivain norvégien Knut Hamsun vit et travaille dans cet immeuble entre 1893 et 1895. Une plaque lui rend hommage.

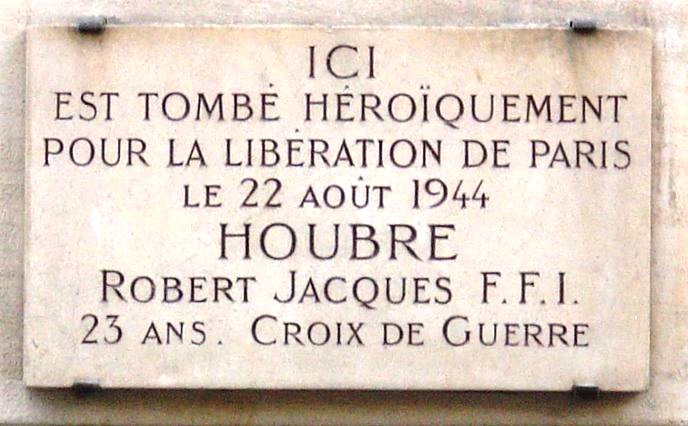
Plaque en hommage au résistant Robert Jacques Houbré, au croisement avec le boulevard Saint-Michel.
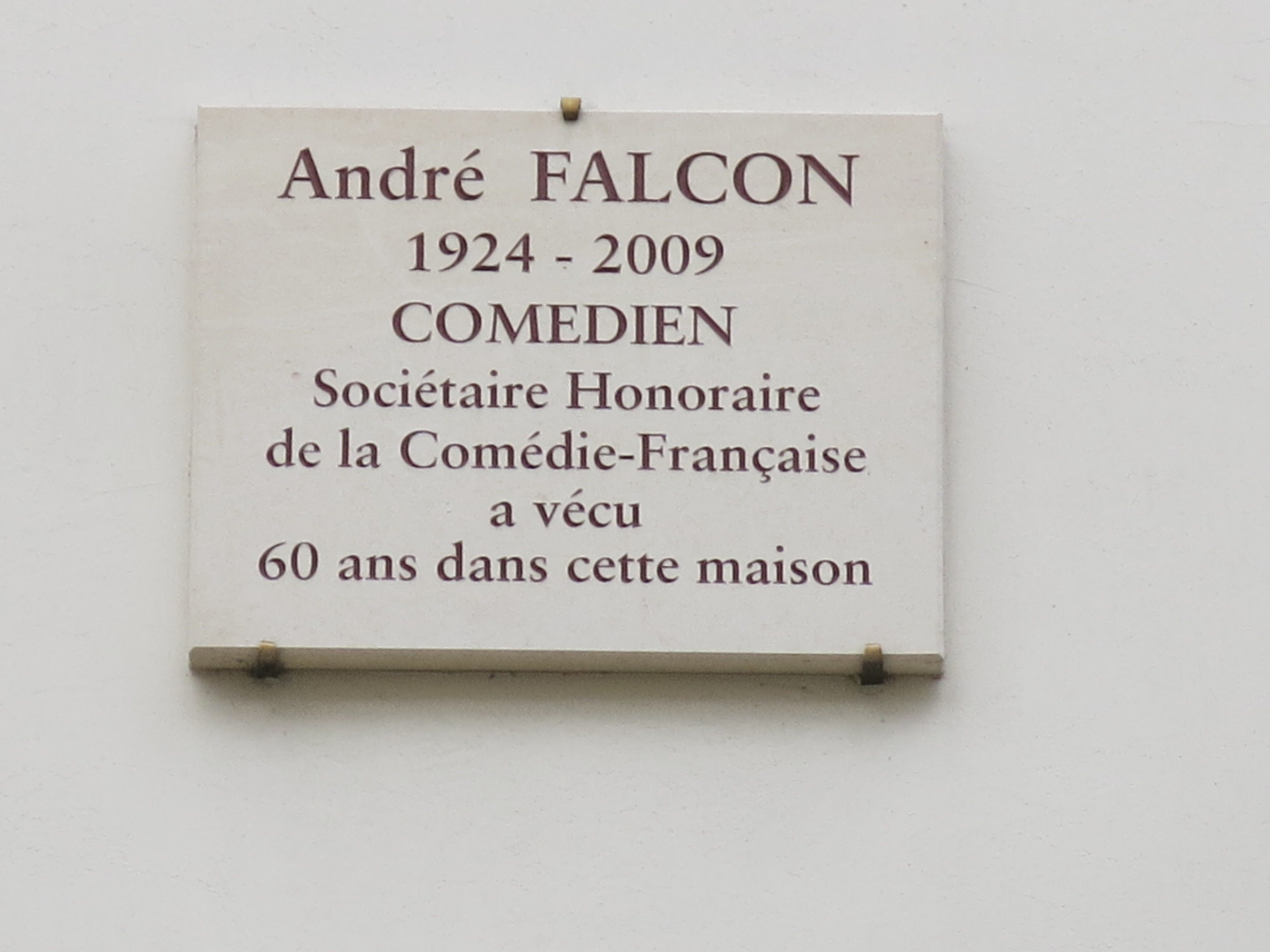
Plaque au no 3 bis.
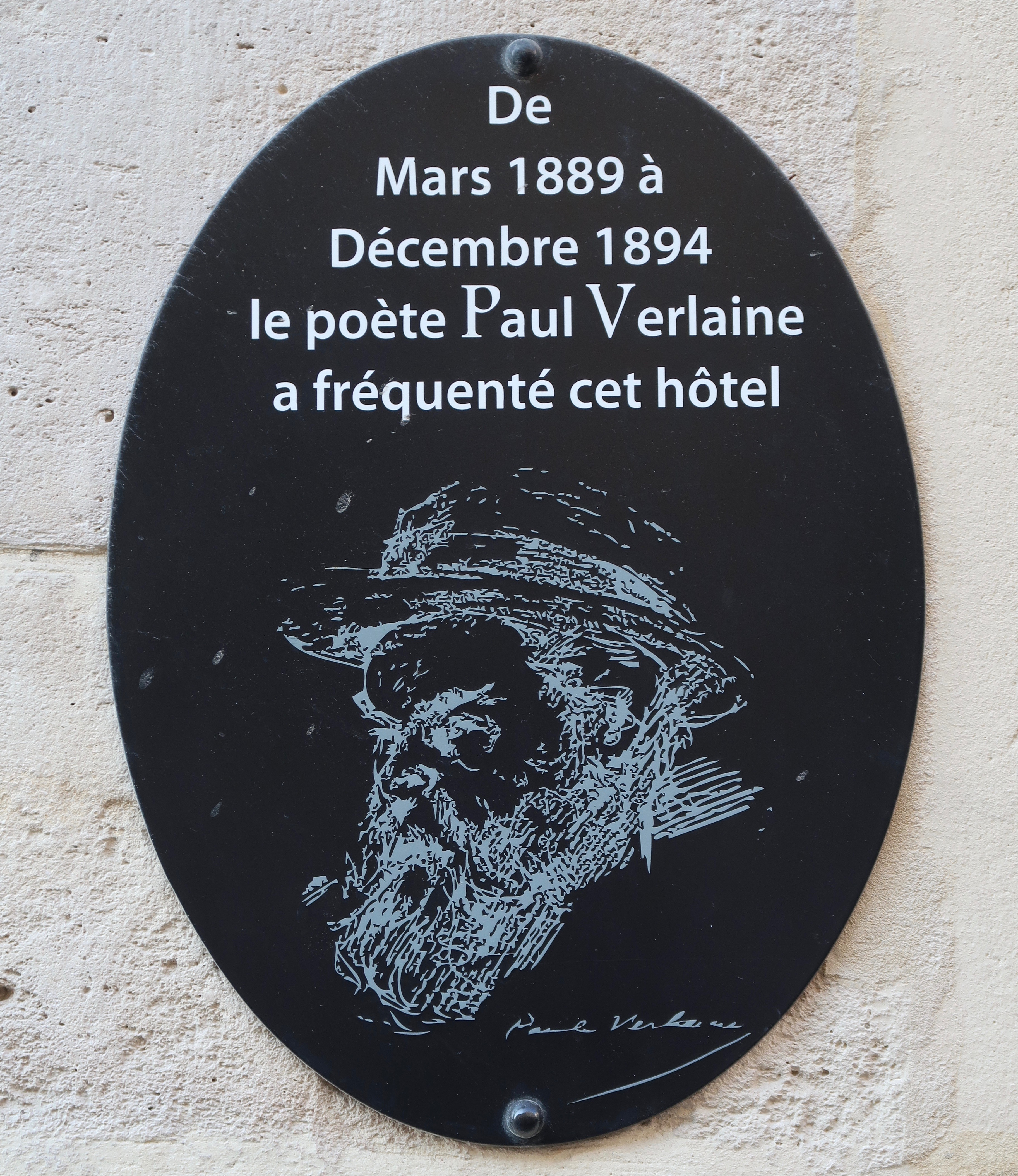
Plaque au no 4.
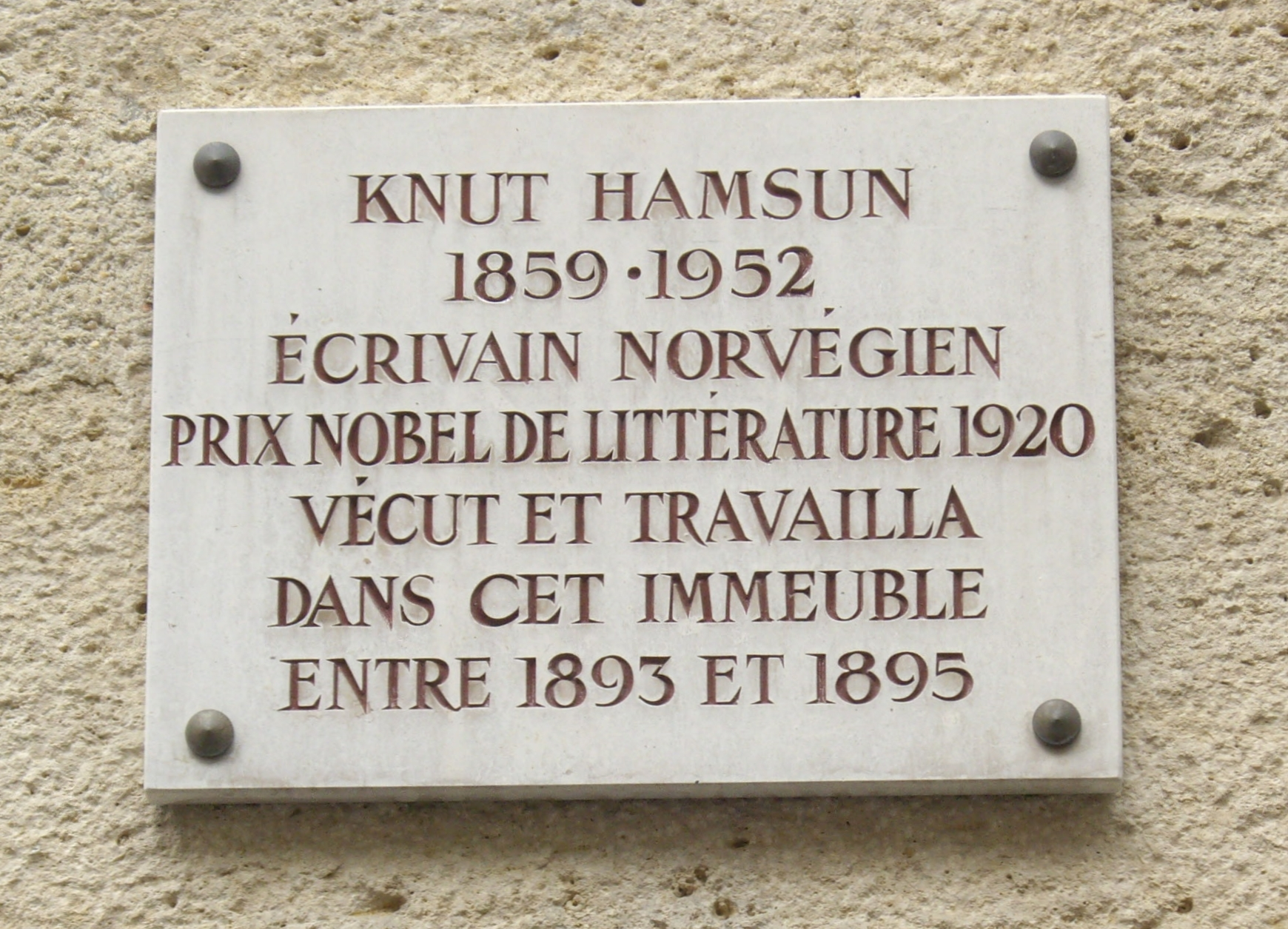
Plaque au no 8.
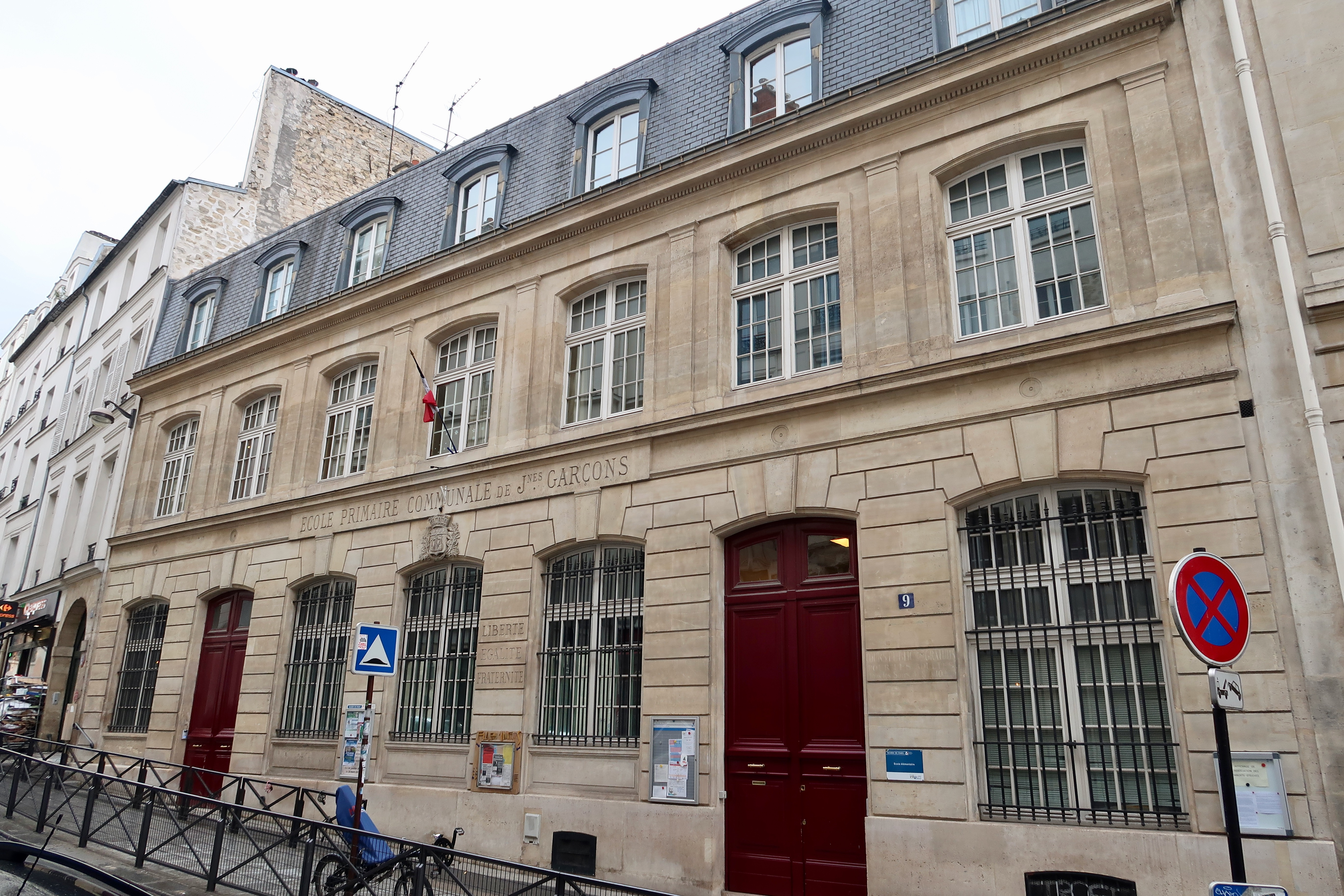
École au no 9.

- No 9 : en 1855, adresse de l'imprimerie Charles Lahure (ancienne maison Crapelet) pour le Sénat et la Cour de cassation[14]. Ensuite, une école élémentaire puis, depuis 2020, la Cité Audacieuse[15].
- No 10 : Émile Zola habite un temps un logement au sixième, à la terrasse donnant sur le jardin du Luxembourg, un des multiples domiciles parisiens successifs de cet écrivain durant l'existence précaire de sa jeunesse[16].
- No 13 : ancien jeu de paume, racheté par François de La Guérinière et son associé Jean-François de Colmenil, qui le transforment en manège d'équitation. École ouverte aux jeunes nobles qui fermera en 1733 pour s'installer 6, rue de Tournon.
- No 14 : le peintre Diogène Maillart (1840-1926) avait un atelier à cette adresse en 1870[17].
- No 15 : entrée du palais du Luxembourg, classé aux monuments historiques depuis 1862[18].
- No 20 : en juin 1899, une antéfixe, ornement décorant le bord d’un toit dans l’Antiquité, est découverte à la hauteur de ce no  lors de fouilles conduites par l’inspecteur du département de la Seine, Charles Magne. Celle-ci est aujourd’hui conservée au musée Carnavalet[19]. Une partie de l’immeuble relève du patrimoine immobilier affecté au Sénat[20].
- No 22 : adresse de décès de l'imprimeur Joseph Tastu en 1849. Emplacement, en 1885, de La Librairie artistique de l'éditeur Henri Launette[21].
- Nos 26-36 : une partie de l’immeuble relève du patrimoine immobilier affecté au Sénat[20].
- No 32 : Jean Anouilh et Monelle Valentin y habitèrent entre 1932 et 1939[22].
- No 36 : en 1793, Jean-François-Thérèse Chalgrin y installa une des seize plaques en marbre dans lesquelles était gravé le mètre étalon. À l'origine, celle-ci devait être posée rue de Tournon. Dans cet immeuble se trouvait l’imprimerie Béthune et Plon. C'est ici que l'imprimeur éditeur Joseph Tastu (1787-1849) installe son imprimerie en 1821[23], en compagnie de son épouse Amable Tastu (1795-1885), écrivaine.
- No 37 : les comtesse hongroises Blanche et Emma Teleki y vécurent ; une plaque leur rend hommage.
- No 41 bis (démoli) : domicile parisien du comte de Montlosier (1755-1838)[24].
- Nos 40 et 42 : embouchure de la rue Servandoni, précédemment rue des Fossoyeurs.
Face à cette rue fut fondé, en 1622, le premier couvent parisien de bénédictines de Notre-Dame du Calvaire dit « couvent des filles du Calvaire[25] ». Pour le distinguer du second couvent de Notre-Dame du Calvaire parisien, érigé en 1634 dans le quartier du Marais, il est aussi désigné sous les noms de « couvent du Petit-Calvaire[26] » et, plus rarement, sous celui de « couvent du Petit-Luxembourg ». Établi sous la haute protection de Marie de Médicis, à l'instigation du père Joseph (1577-1638), le couvent des filles du Calvaire de la rue de Vaugirard était attenant à la façade ouest de l'hôtel particulier dit Petit Luxembourg[27], dans l’enceinte même des terres acquises par la reine mère (actuel jardin du Luxembourg) pour la construction du palais du Luxembourg (achevé en 1625).
- No 46 : immeuble relevant du patrimoine immobilier affecté au Sénat[20].
- No 47 bis : l'historien et enseignant à Sciences Po Albert Sorel y est mort en 1906[28]. Deux plaques lui rendent hommage.
- No 48 : le compositeur Jules Massenet meurt dans cet immeuble le 13 août 1912. Une plaque lui rend hommage.

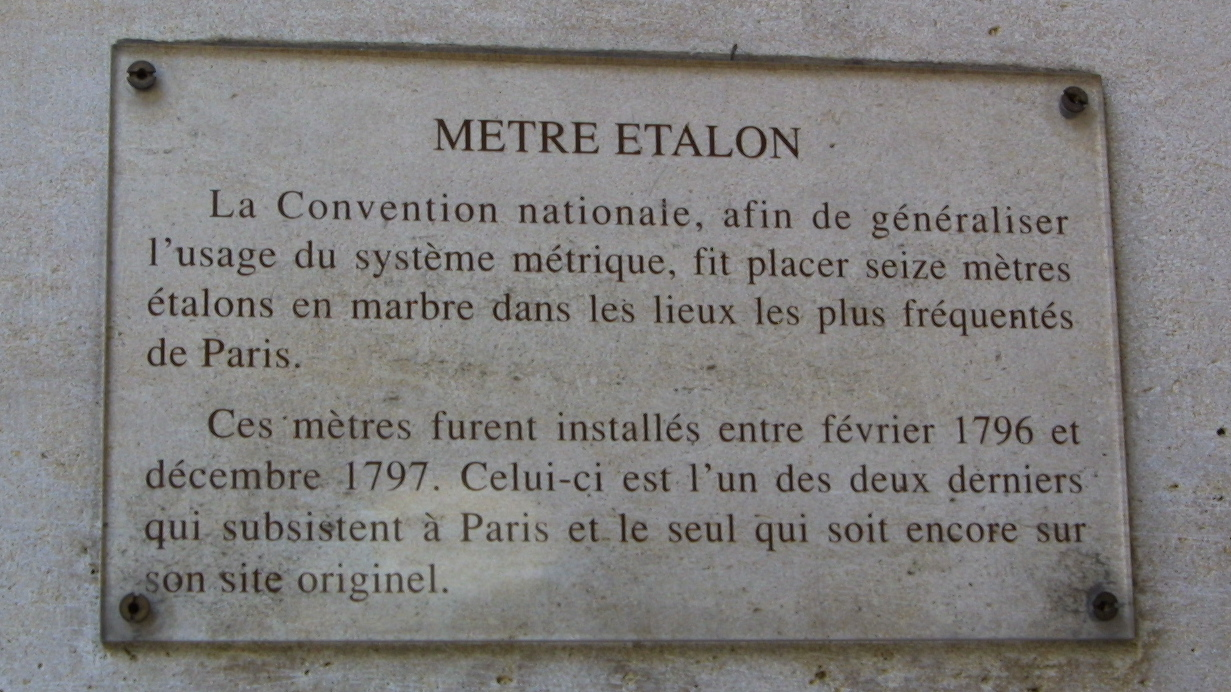
Plaque au no 36.
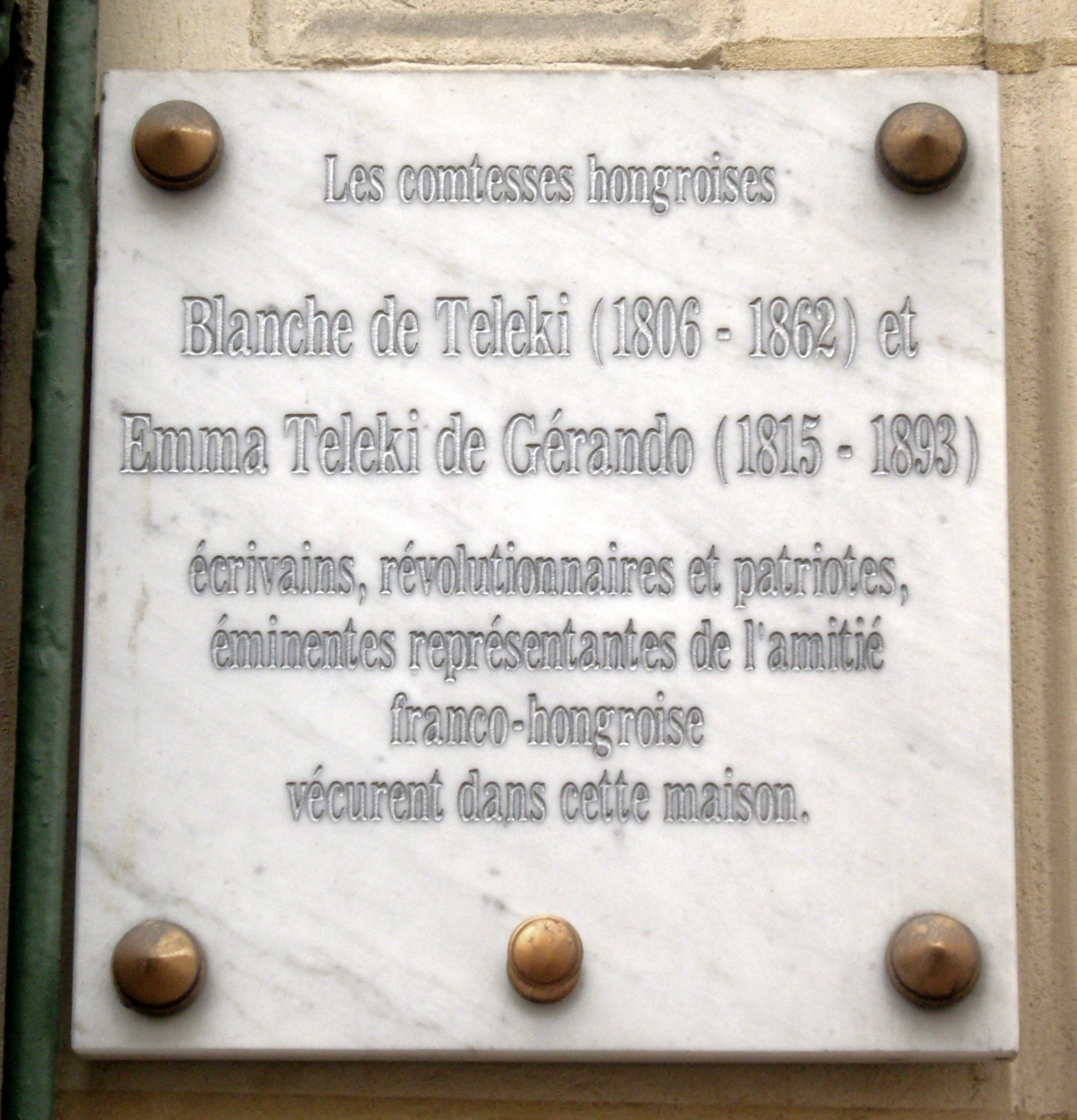
Plaque au no 37.
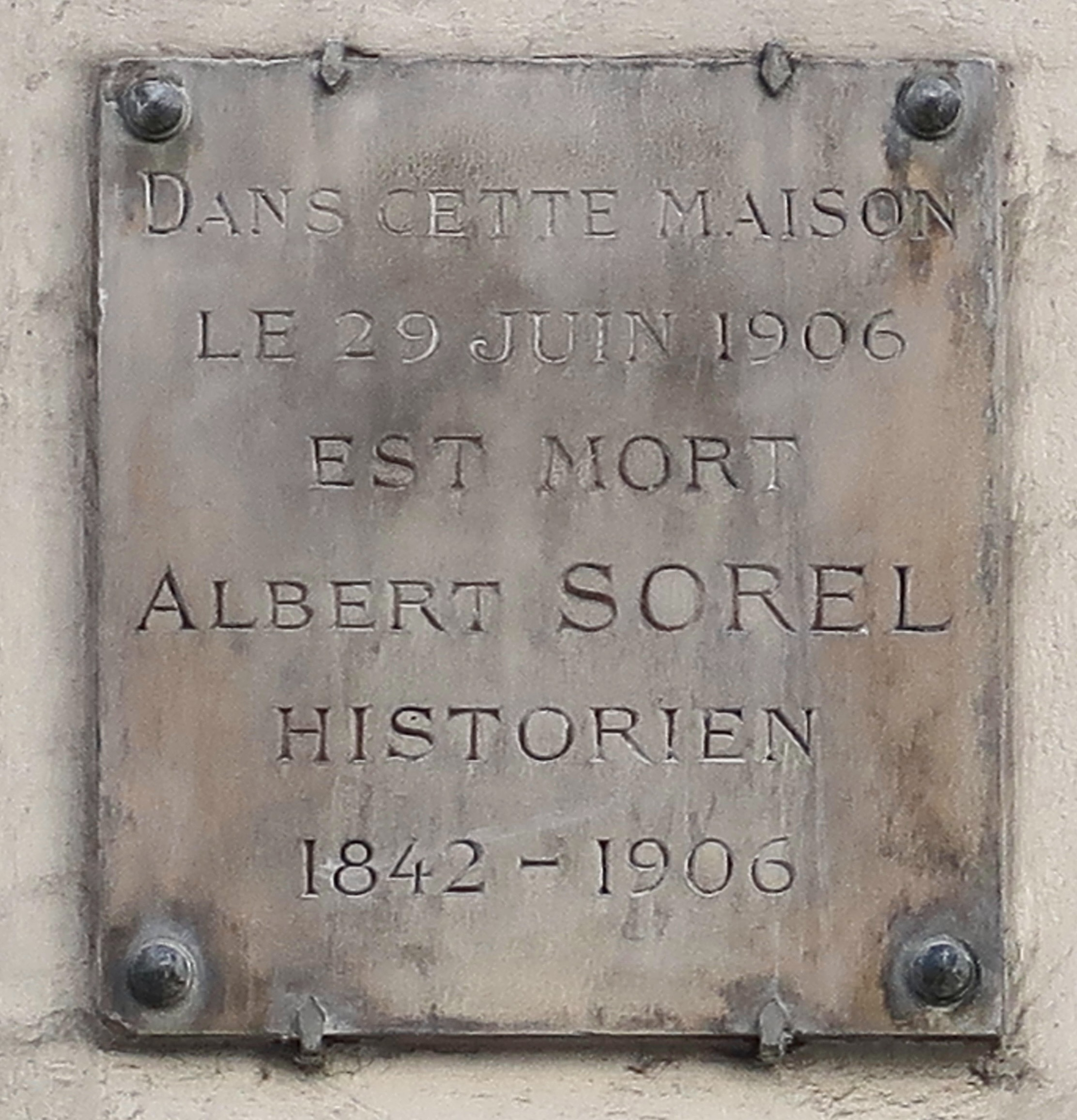
Plaque au no 47 bis (façade).
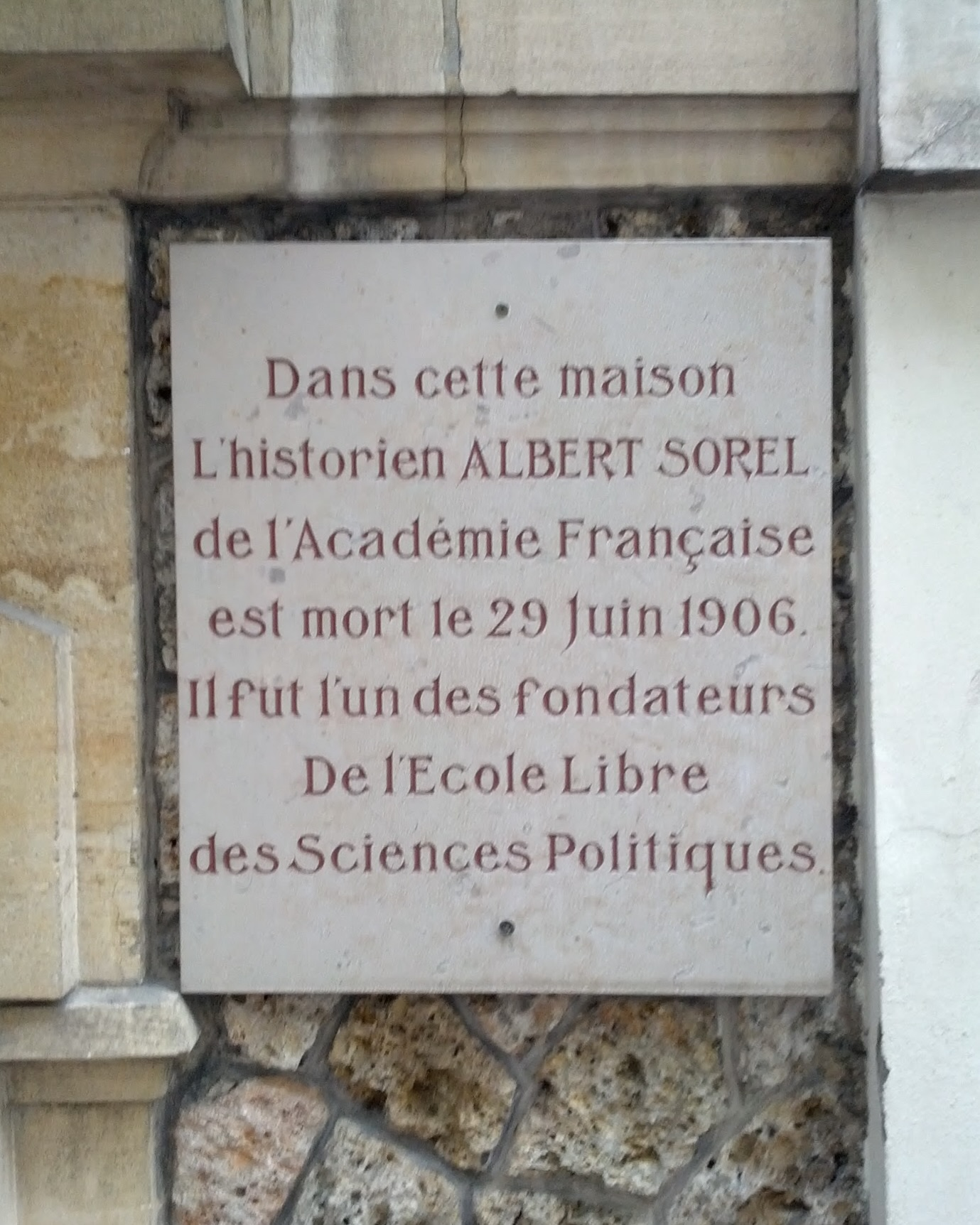
Plaque au no 47 bis (cour intérieure).
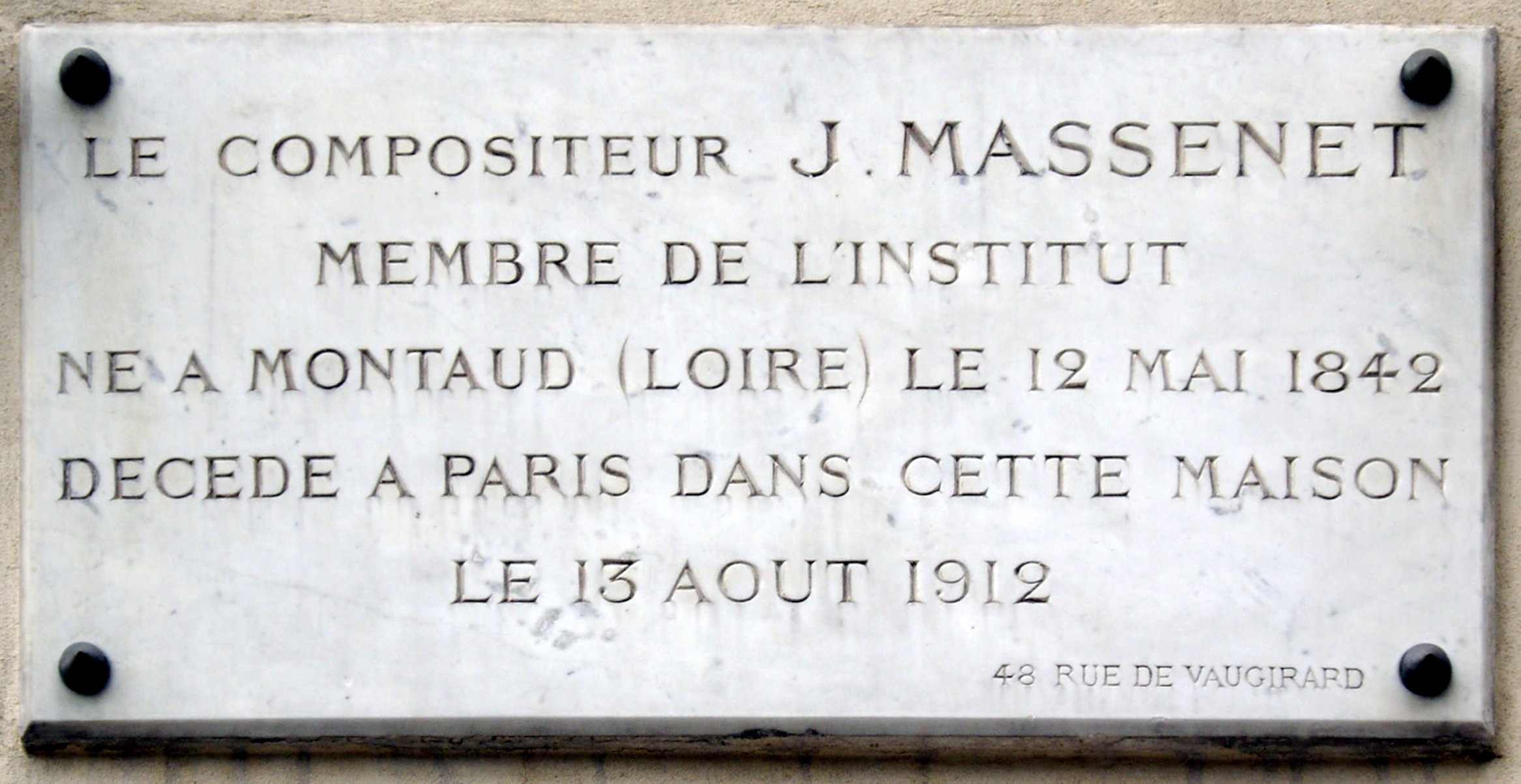
Plaque au no 48.

- No 50 : domicile parisien de la vicomtesse Pernety. Presbytère de Saint-Sulpice.
- No 54 : Donatien de Sesmaisons, commandeur de la Légion d'honneur, logeait là en 1838.
- Au croisement avec la rue Bonaparte : promenade de l'allée du Séminaire-Jean-Jacques-Olier.
- No 58 : ancien hôtel Guistel[29],[30] ; le journaliste et homme politique Hugues Le Roux (1860-1925) y avait son domicile[31] ; domicile parisien de Zelda et F. Scott Fitzgerald entre avril et octobre 1928[32] ; domicile de fiction du Professeur Labrousse dans l'album d'aventures S.O.S. Météores[33].
- No 62 : ancienne boucherie, puis librairie de Marcel Béalu (Le Pont traversé, de 1973 à 2019) ; la devanture est inscrite aux monuments historiques[34].
- Nos 70-72 : ancien couvent des Carmes, prison des Carmes pendant la Révolution, dont l'ancienne église Saint-Joseph-des-Carmes avec ses chapelles et son oratoire dit du Chancelier, datant du XVIIe siècle, sont classés aux monuments historiques depuis le 22 janvier 1910[35]. Plaques en l'honneur d'Henri Lacordaire et de Frédéric Ozanam.

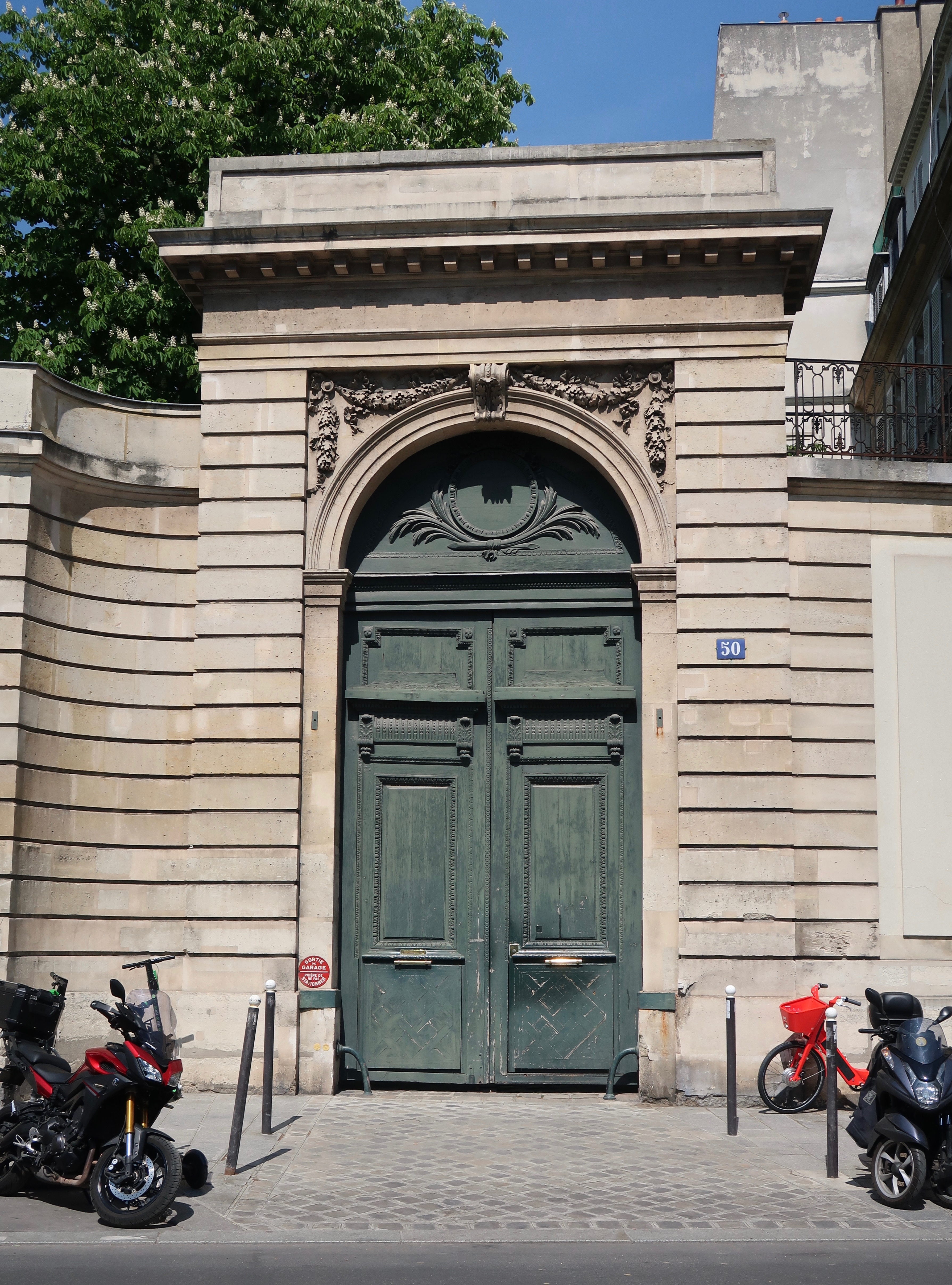
No 50.
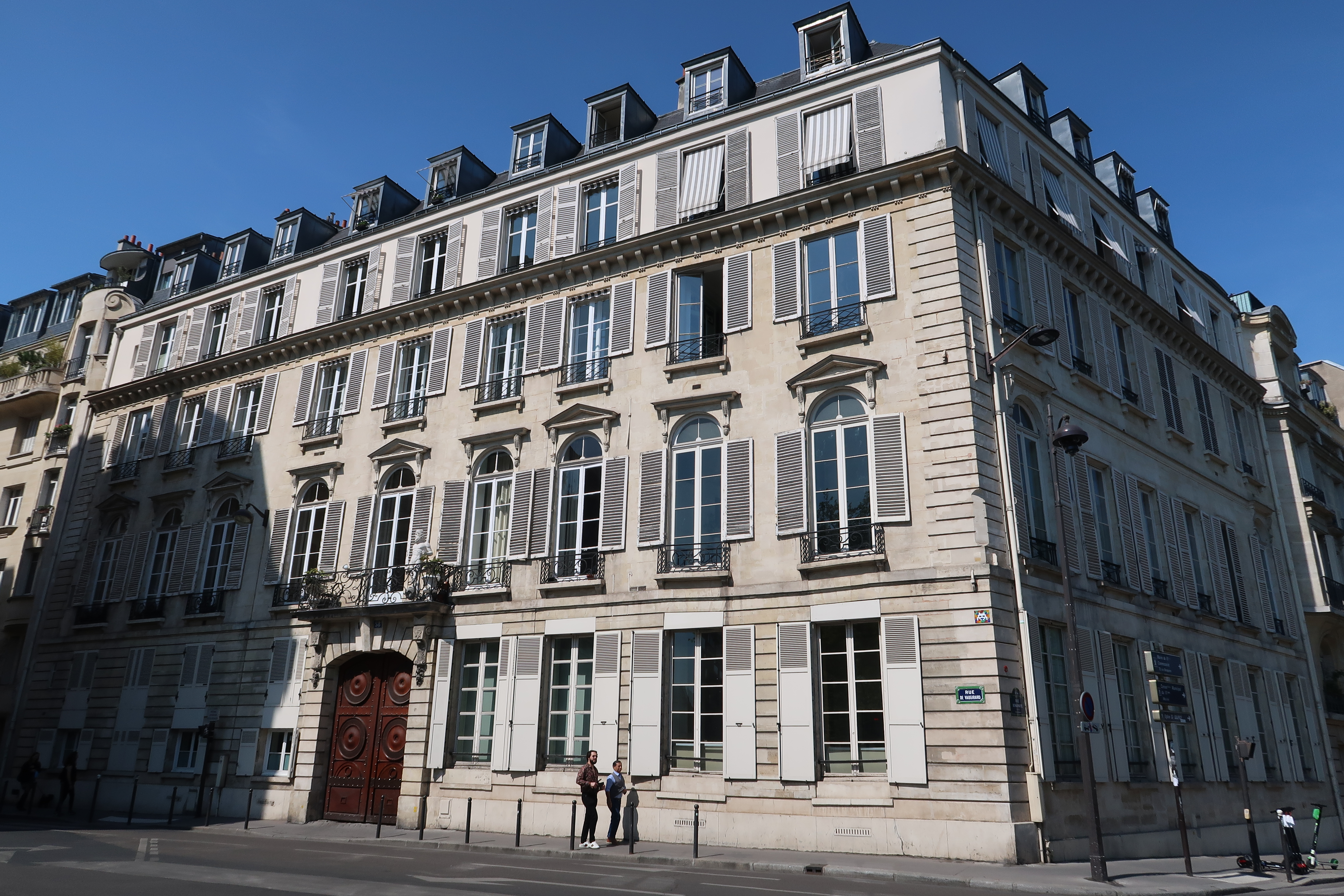
No 58.
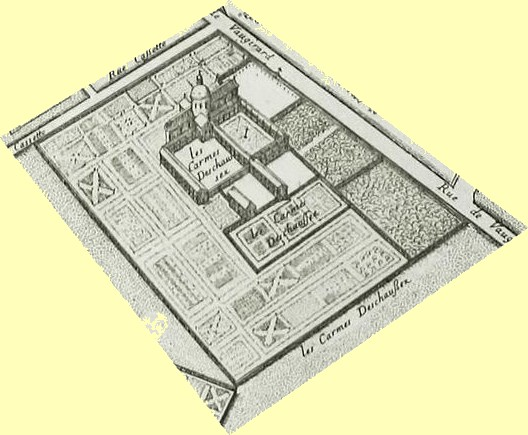
Couvent des Carmes, extrait du plan de Bullet et Blondel, 1676.
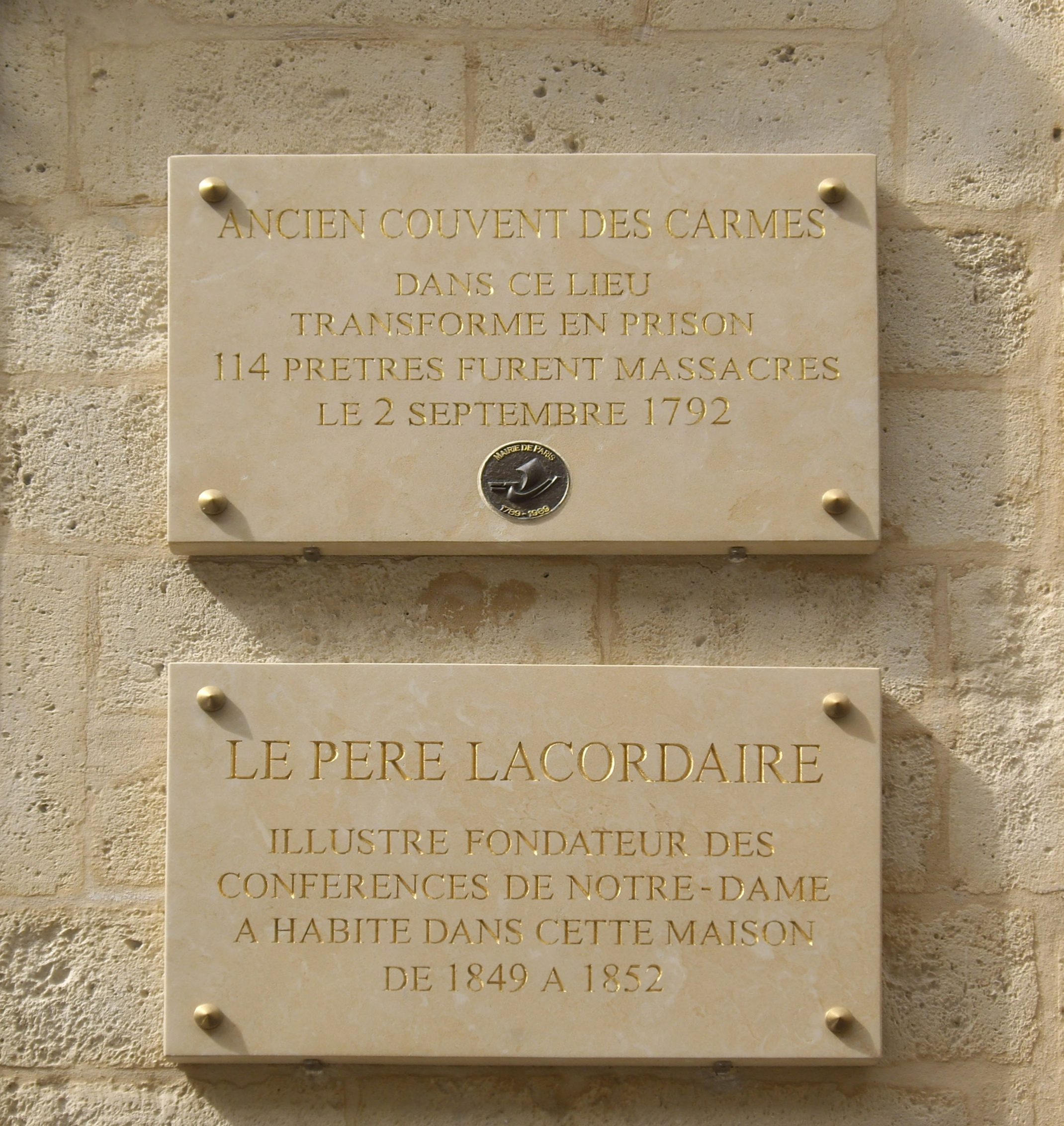
Plaques au no 70.
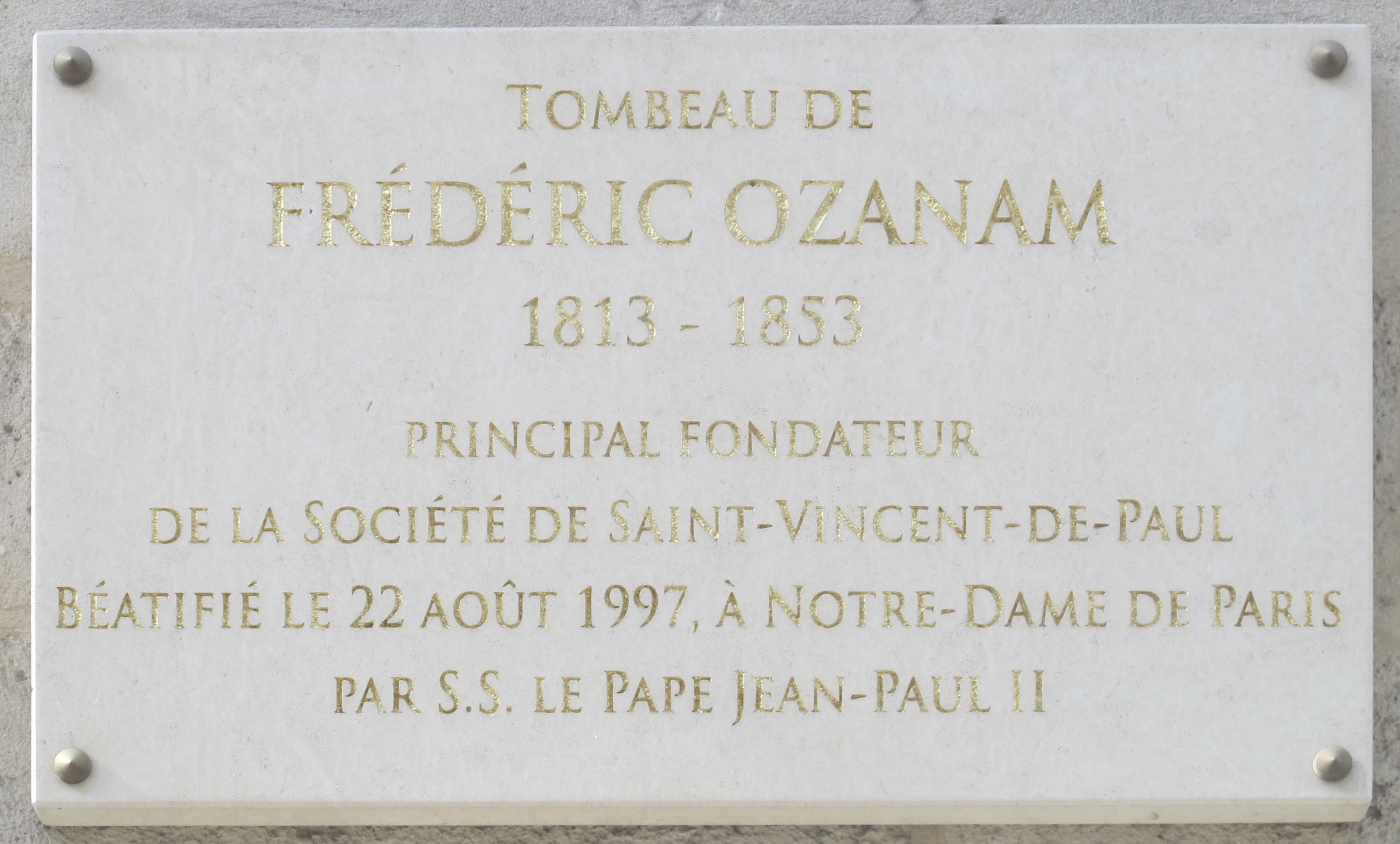
Plaque au no 70.

- No 71 : demeure du baron Petit, grand officier de la Légion d'honneur. C'est l'ancien no 89 : en 1842, la mère Camille de Soyécourt rachète aux Bernardines qui partent en province la maison qui s'y trouve pour installer son couvent de Carmélites car le couvent des Carmes qu'elles occupaient était trop grand pour elles. Elles s'y installent en 1845 mais sont expropriées par la Ville en 1849 en raison du percement de la rue de Rennes. Les Carmélites quittent la rue de Vaugirard le 22 avril 1847, et campent au couvent des Oiseaux, en attendant que leur nouveau couvent soit construit au no 26 avenue de Saxe, où elles emménagent le 21 août 1855. La Ville de Paris revend alors en 1852 ce qui reste de la parcelle à la Société de Patronage de jeunes filles détenues, libérées et abandonnées, du Département de la Seine, dont la maison de patronage, installée depuis 1845 au no 65 rue de Vaugirard (ancien no 81), avait été également expropriée. Cette société, fondée en 1837 par Mme de Lamartine pour accueillir les jeunes filles sorties de prison, y déménage sa maison de patronage. Celle-ci, placée sous la direction intérieure des Sœurs de Marie-Joseph (religieuses qui se consacrent au service des prisonniers), a un double caractère : elle est tout à la fois une maison de correction pour les jeunes filles placées sous l'application de l'art. 66 du Code pénal[36], et un asile « pour les libérées qui, à leurs premiers pas dans la vie libre, chancellent et se découragent[37]. » En 1888, cette maison est transférée à Châtenay-Malabry dans l'hôtel La Faulotte et les bâtiments sont démolis.
- No 74 : l'Institut catholique de Paris a créé une nouvelle entrée de son campus en octobre 2017.
- No 77 : l'atelier du peintre Jean d'Alheim, russe d'origine française.

Plaque rendant hommage à Édouard Branly qui, dans cet ancien couvent des Carmes, a découvert la radioconduction (1888-1890).
- No 79 : dernier siège connu des éditions Jean Fort.
- No 85 : ancienne École mutuelle, dont la façade est ornée d'un bas-relief du sculpteur Aimé Millet (1850), où il a exécuté son autoportrait dans la figure de l'ouvrier dessinant à droite[38]. La façade et la toiture du pavillon d'entrée sont inscrites aux monuments historiques depuis le 15 juin 1977[39]. Ce bâtiment a abrité l'École nationale de photographie et cinématographie, aujourd'hui École nationale supérieure Louis-Lumière, transférée à Noisy-le-Grand, dont l'entrée s'effectuait rue Littré. Elle était auparavant une école primaire, puis le redevint au déménagement de l'École nationale de photographie et cinématographie. Plaque en hommage à l'homme politique Victor Bucaille. Le 14 mai 1812 le baron Pasquier, préfet de Police, envoie une lettre au préfet de la Seine, le priant de faire enlever une borne milliaire portant encore une fleur de lys et un bonnet de la liberté, qui se trouve rue de Vaugirard (cette borne existe toujours, sans sa fleur de lys, encastrée dans le mur de l’immeuble no 85, rue de Vaugirard)[40]
- No 88, anciennement no 90 : la famille de Victor Hugo y habite de mars 1824 au printemps 1827. Leur fille Léopoldine naquit dans l'appartement en août 1824[41].

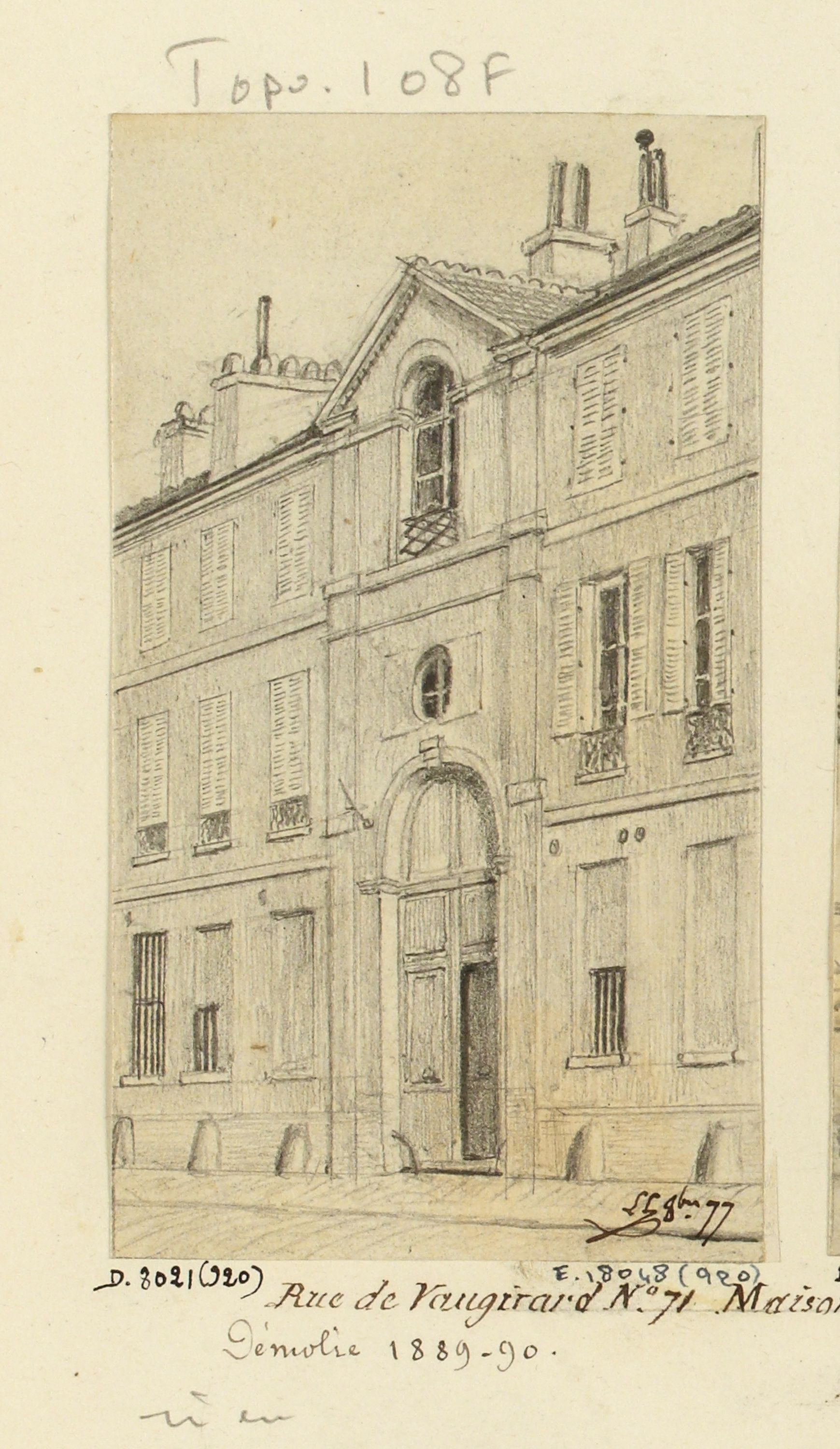
Ancienne maison du Patronage de jeunes filles détenues, libérées et abandonnées démolie en 1888 au no 71.
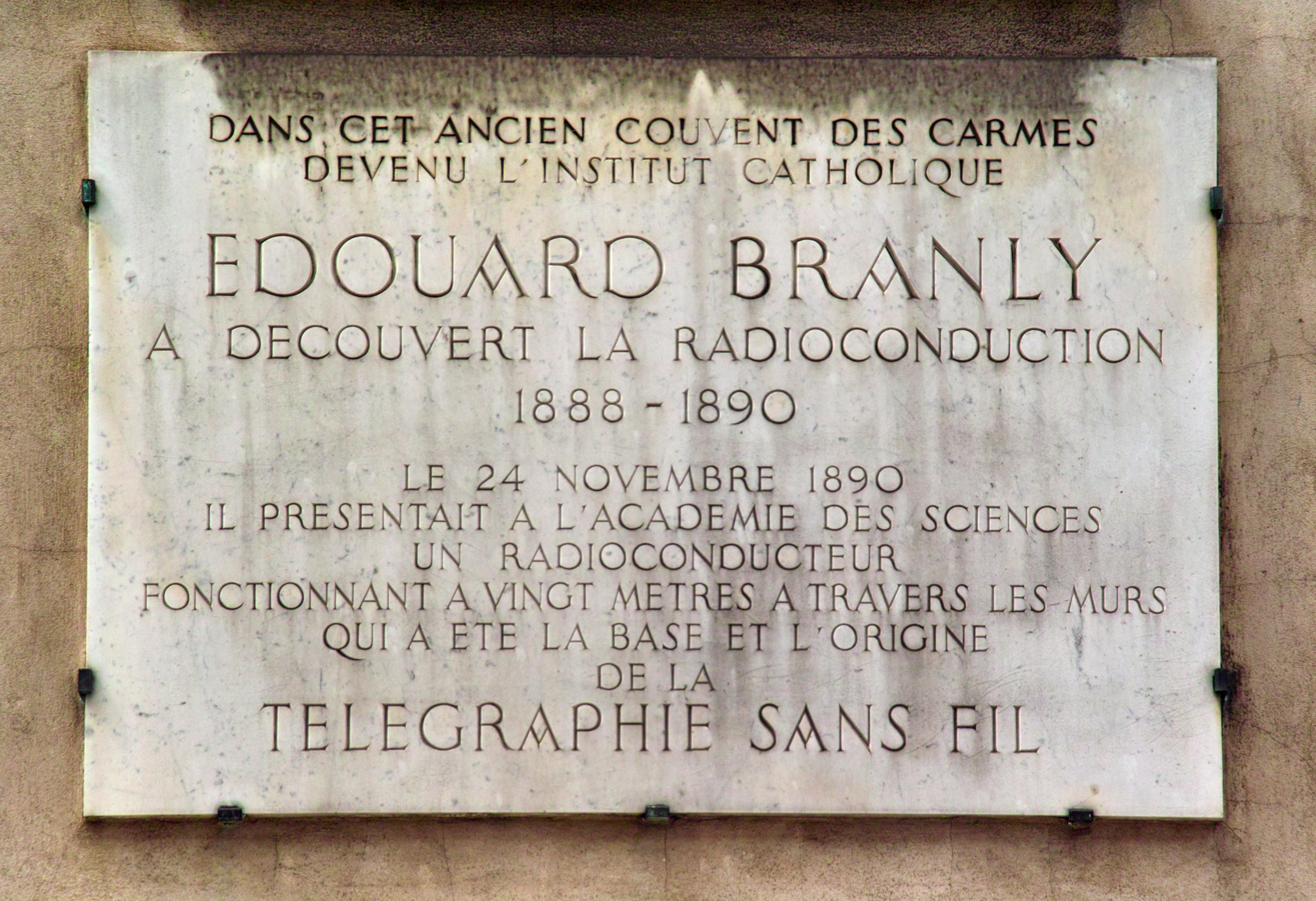
Plaque au no 74.
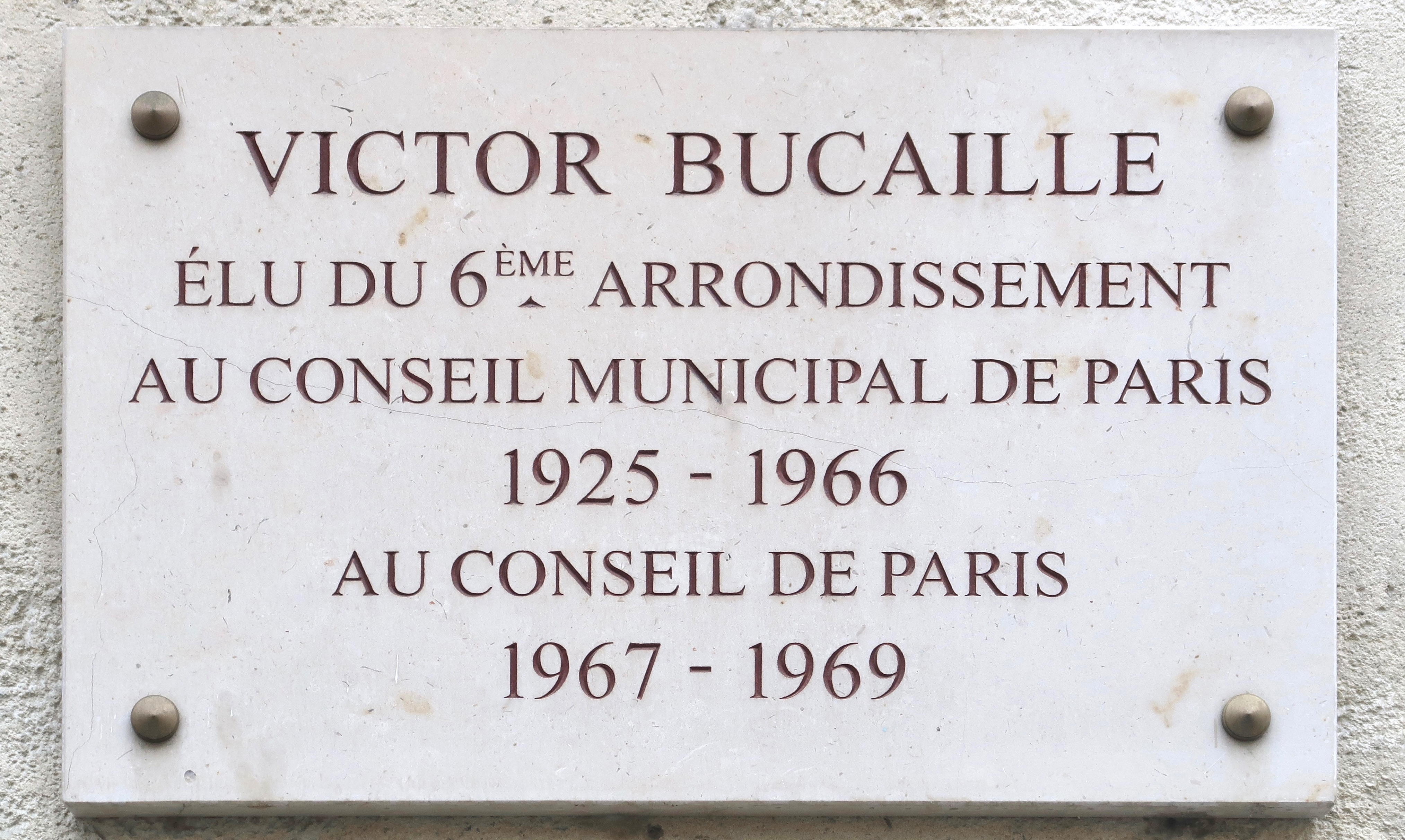
Plaque au no 85.

- No 89 : atelier du peintre Henri Bouché-Leclercq (1878-1946), loué ensuite durant sa retraite par son frère Émile (1884-1963), docteur en droit, préfet, croix de guerre 1914-1918, chevalier de la Légion d’honneur, époux d'Élisa Lucia Margareta Rosa (1897-1977), descendante de Salvator Rosa, peintre et poète. Le peintre Fred Klein, père d'Yves Klein, y vécut dans les années 1960. Paul Arzens, artiste ingénieur auquel on doit, entre autres inventions, la locomotive BB 15000, y avait son atelier.
- Nos 92 et 108 : collège Saint-Louis et lycée technique Saint-Nicolas, établissements scolaires privés.
- Nos 93 : Le sculpteur Gabriel Forestier y vécut et y avait son atelier de 1909 à 1969. Le sculpteur A. Janniot y avait également un atelier.
- No 95 : immeuble Art nouveau conçu par l'architecte Ferdinand Glaize en 1891 avec une marquise à l'entrée et un bow window sur toute la hauteur de l'immeuble[42],[43]. Atelier du peintre Frederik Hendrik Kaemmerer, qui s'y suicide en 1902[44].
- Nos 98-100 : emplacement du prieuré des Bénédictines de Notre-Dame-des-Prés[45].
- No 99 : le sculpteur Étienne Leroux réalisa, entre 1879 et 1880, le Monument à Jeanne d'Arc érigé ultérieurement sur la place de l'Hôtel-de-Ville de Compiègne.
- No 102 bis : chapelle Notre-Dame-des-Anges, inscrite aux monuments historiques[46], construite en 1863. D'architecture néo-gothique, elle doit ses plans au père Gally. Elle possède 37 vitraux dédiés à la Vierge Marie, réalisés par Joseph Vigné[47].
- No 103 : Marthe Orant, artiste peintre, y vécut[48].
- No 104 : Centre culturel du Forum 104[49]. De 1895 à 1981 s'y trouvait une résidence étudiante des Pères maristes, qu'ont fréquentée, notamment, François Mitterrand, Pierre de Bénouville, François Mauriac, Jean Guitton, André Bettencourt, Claude Roy, Max Guazzini et Édouard Balladur. Cette résidence, via son cercle Montalembert créé en 1895 dans la chapelle, et la Réunion des étudiants, visait à donner à ces jeunes une formation religieuse. Le militantisme de ces jeunes hommes passe par le scoutisme ou encore par les équipes sociales de Robert Garric[47].
- Entre les nos 100 et 102 se terminait la rue de Bagneux, aujourd'hui rue Jean-Ferrandi, qui débute entre les nos 85 et 87 de la rue du Cherche-Midi, et où existaient des ateliers d'artiste, notamment ceux d'Adolphe Lavée et Boleslas Biegas[50].
- No 110 : ancien monastère de la Visitation. Le bâtiment est acheté par l'ordre en 1819 et largement réaménagé à partir de 1821. En 2010, les religieuses le quittent pour rejoindre le monastère de l'avenue Denfert-Rochereau. Le site revient alors au diocèse de Paris. Il comprend un hôtel particulier construit à l'origine, vers 1775, pour la maison de Clermont-Tonnerre, un jardin de 4000 m², une chapelle, un cloître et une ancienne vacherie (qui fut la dernière de Paris). Sous le nom de Maison Marguerite-Marie, un projet mené par le diocèse prévoit la construction de nouveaux bâtiments afin d'accueillir des logements, un équipement de petite enfance et une résidence pour personnes handicapées. Pour cela, plusieurs édifices datant de la fin du XVIIIe siècle et du XIXe siècle doivent être détruits (oratoires, vacherie surmontée d'une claustra, chapelle encastrée, pilastres style Louis XVI, etc.) et le jardin réaménagé (42 arbres doivent être coupés), une densification (notamment deux immeubles de 6-7 étages) qui suscite les critiques de défenseurs du patrimoine[51] et de riverains, comme l'acteur Gérard Depardieu (arrière du site, 93 rue du Cherche-Midi)[52],[53].

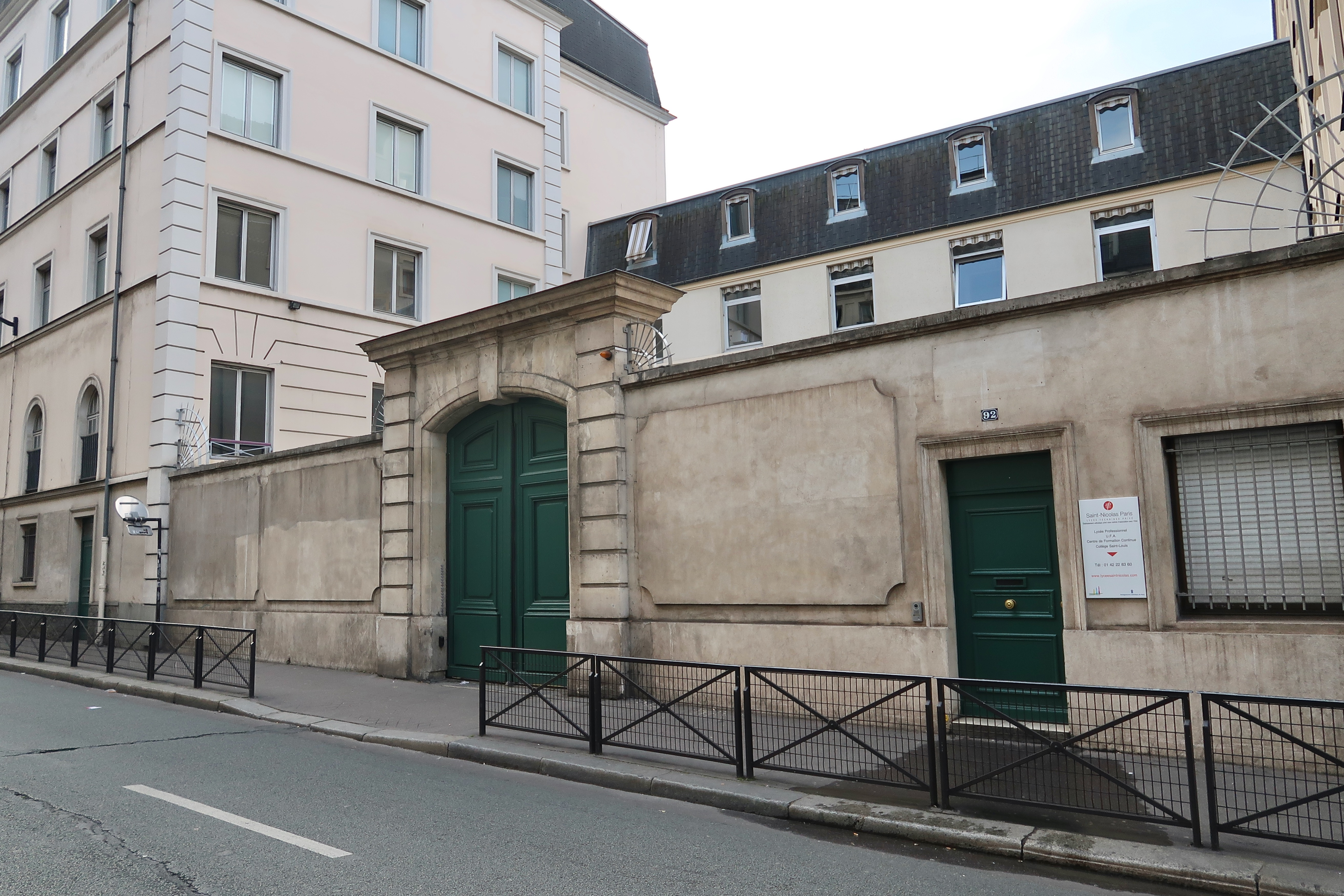
Lycée technique Saint-Nicolas au no 92.
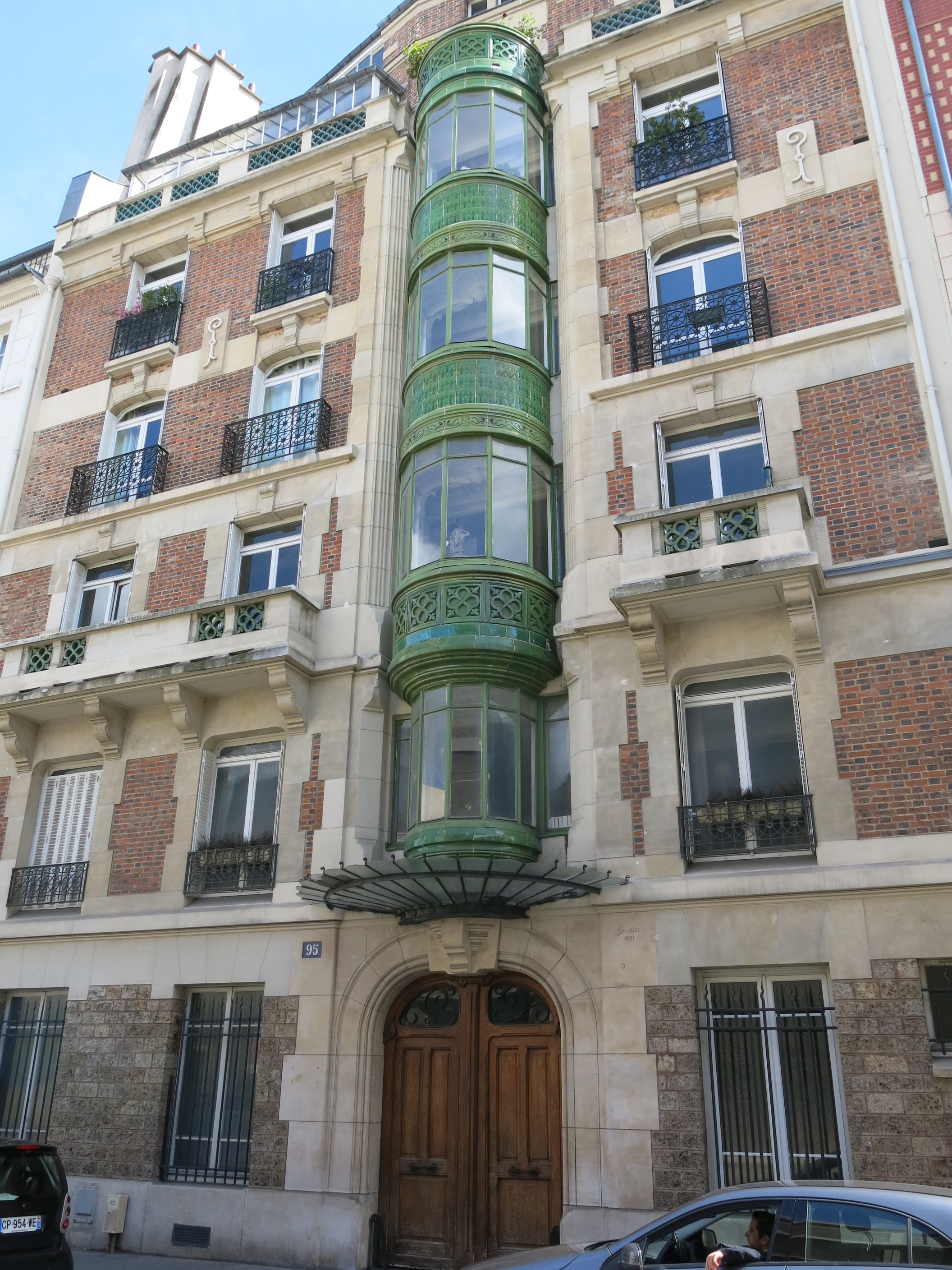
No 95.
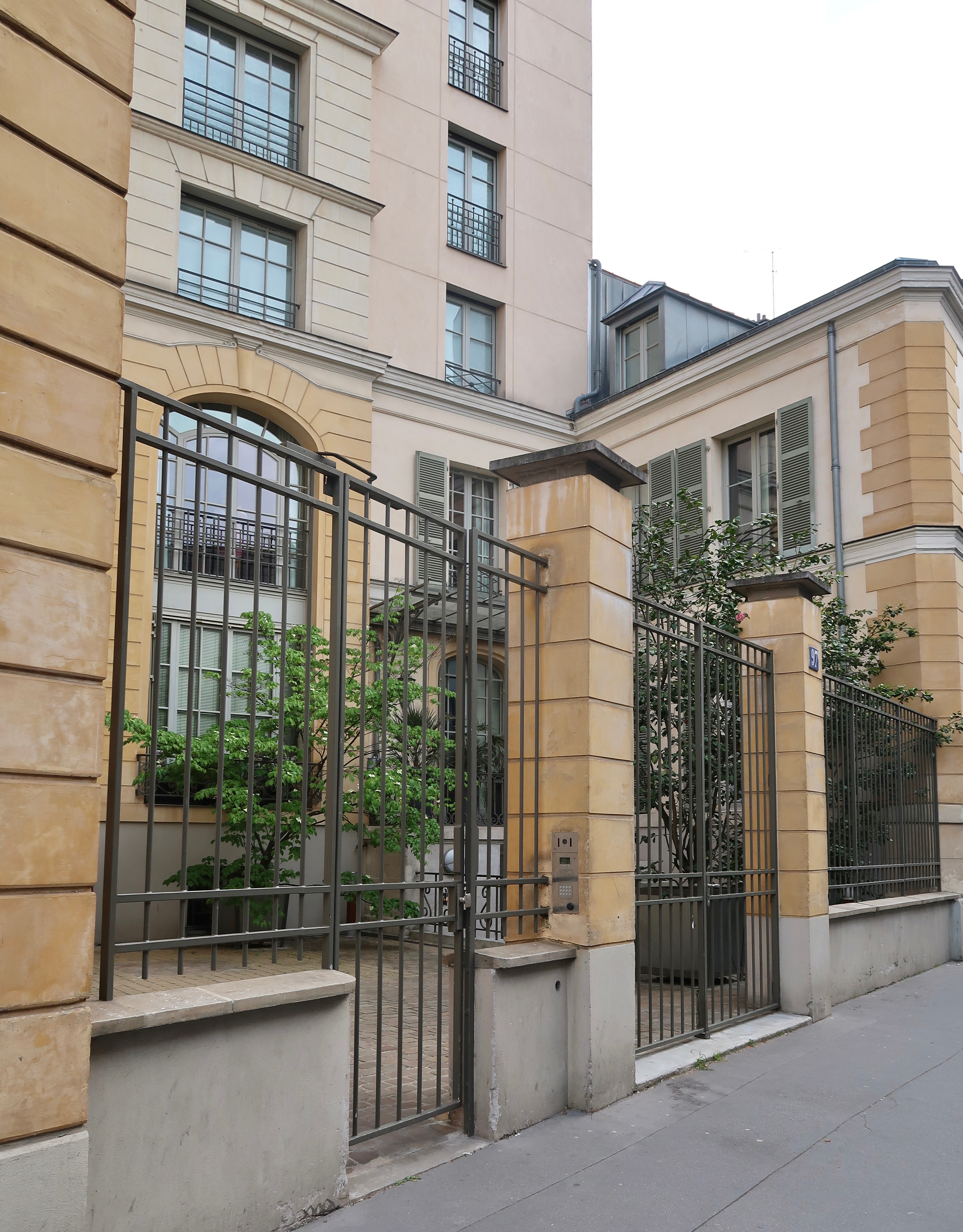
No 97.
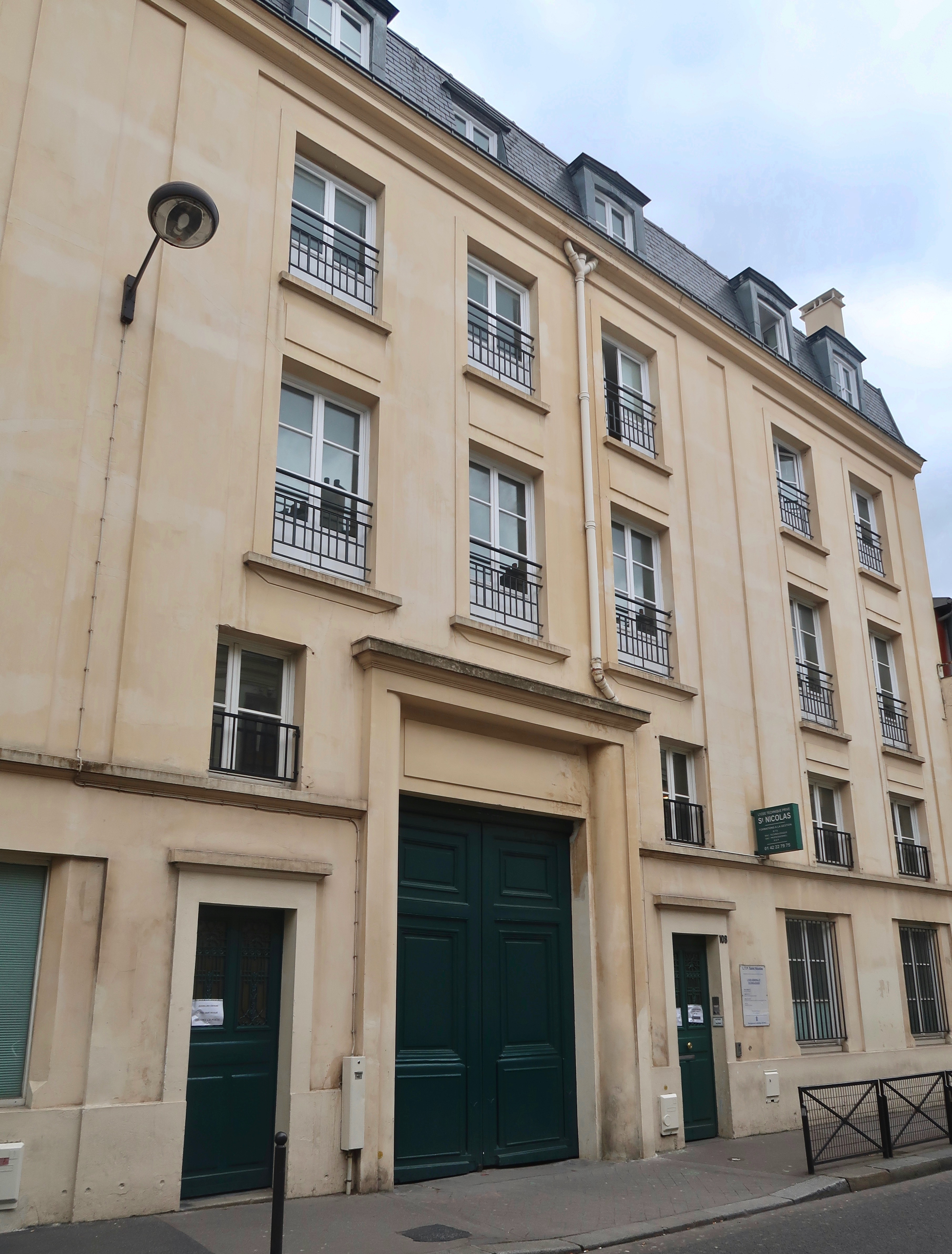
Lycée technique Saint-Nicolas au no 108.
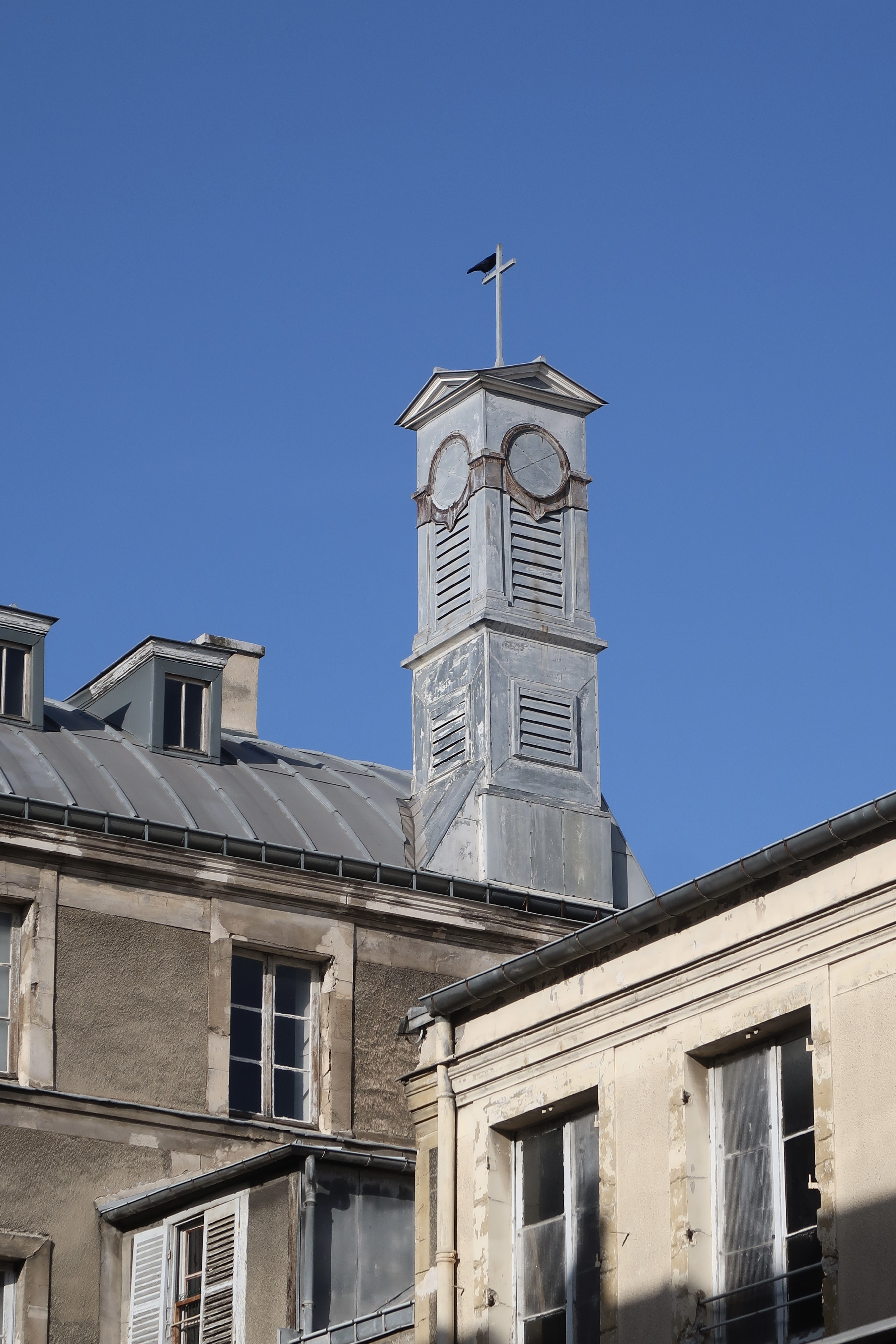
No 110 : monastère de la Visitation, détail du clocher.

- No 112 : consulat général du Burkina Faso.
- No 113 : Sacha Chimkevitch (1920-2006), artiste peintre et lithographe, y vécut[54].
- No 114 : Centre quaker international depuis 1962, après avoir siégé rue Notre-Dame-des-Champs[55].
- No 114 bis : le peintre Jean Dubuffet habita cette adresse. Le photographe Marc Vaux avait son atelier à cette adresse, de même que le sculpteur Jules Déchin.
- No 115 : emplacement du cabaret Le Trapèze Volant, lié à la grande époque de Montparnasse, ouvert en 1927 dans un ancien garage, aménagé et décoré à la demande de Roland Toutain par Berthold Lubetkin et Bob Rodionov. Après la faillite du cabaret qui comptait Jean Cocteau parmi ses clients, en 1933, les locaux sont transformés en salle de cinéma d'environ quatre cents places : le Studio-Ciné-Gilbert, renommé ultérieurement dans les années 1930 Studio de la Bohème, qui ferme en 1955. Le bâtiment est détruit et remplacé par un immeuble d'habitation.
- No 118 : emplacement de l'ancienne imprimerie Draeger & Lesieur, fondée en 1886, renommée « Draeger frères » en 1899 et transférée au 46, rue de Bagneux à Montrouge en 1907 ou 1908[56].
- No 133 : emplacement du moulin de la Pointe qui marquait la limite ouest de la censive de l'abbaye de Sainte-Geneviève[57],[58],[59].
- No 146 : pavillon George et Florence Blumenthal (administration générale de l'Assistance publique à Paris, hôpital Necker-Enfants malades).
- Entre le no 146 et le no 148 : impasse de l'Enfant-Jésus, où se trouve, au no 5, la sous-station Necker.
- No 149 : une voie privée conduit jusqu'à la rue Falguière (no 20) ; une école publique y est installée.

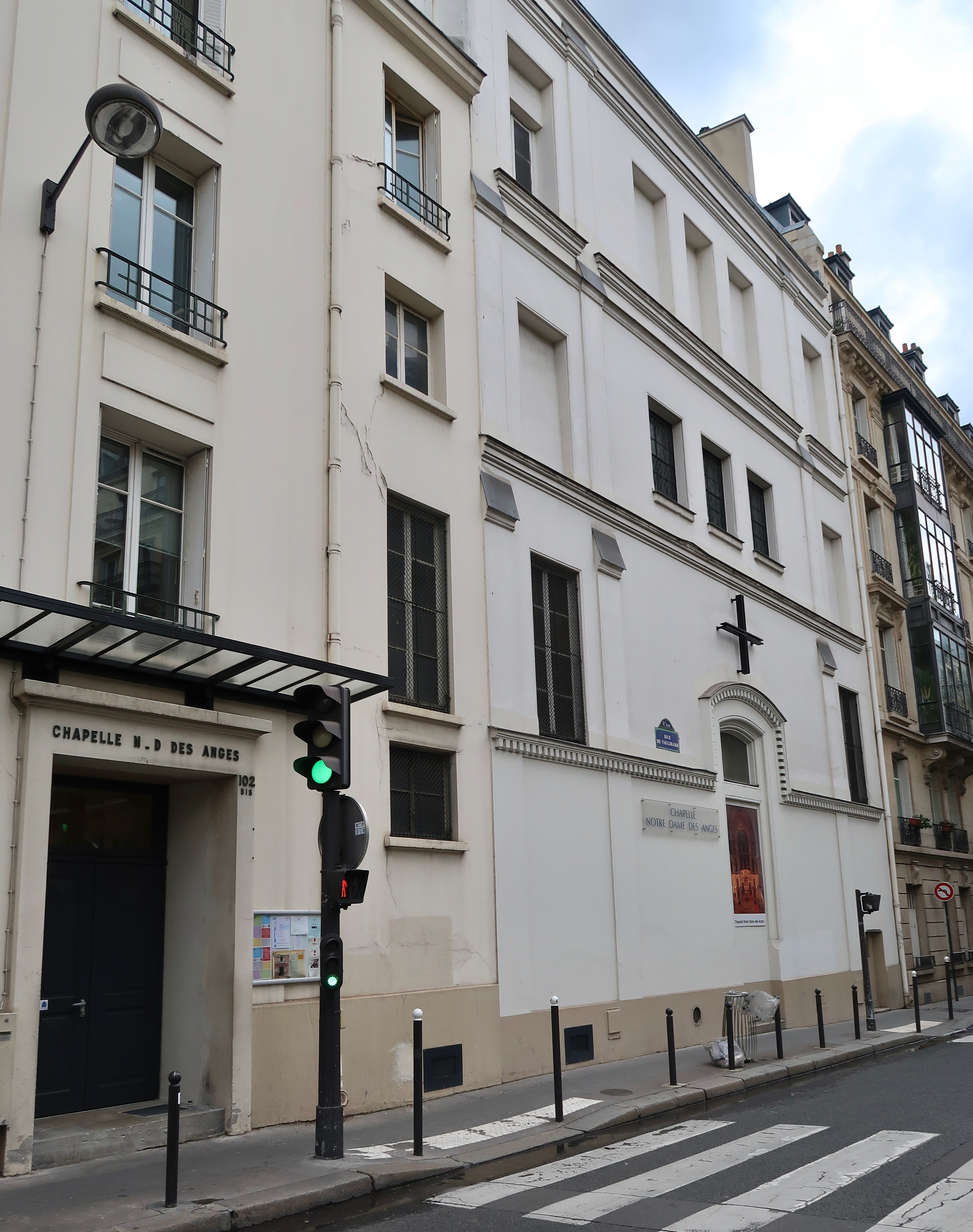
Chapelle au no 102 bis.
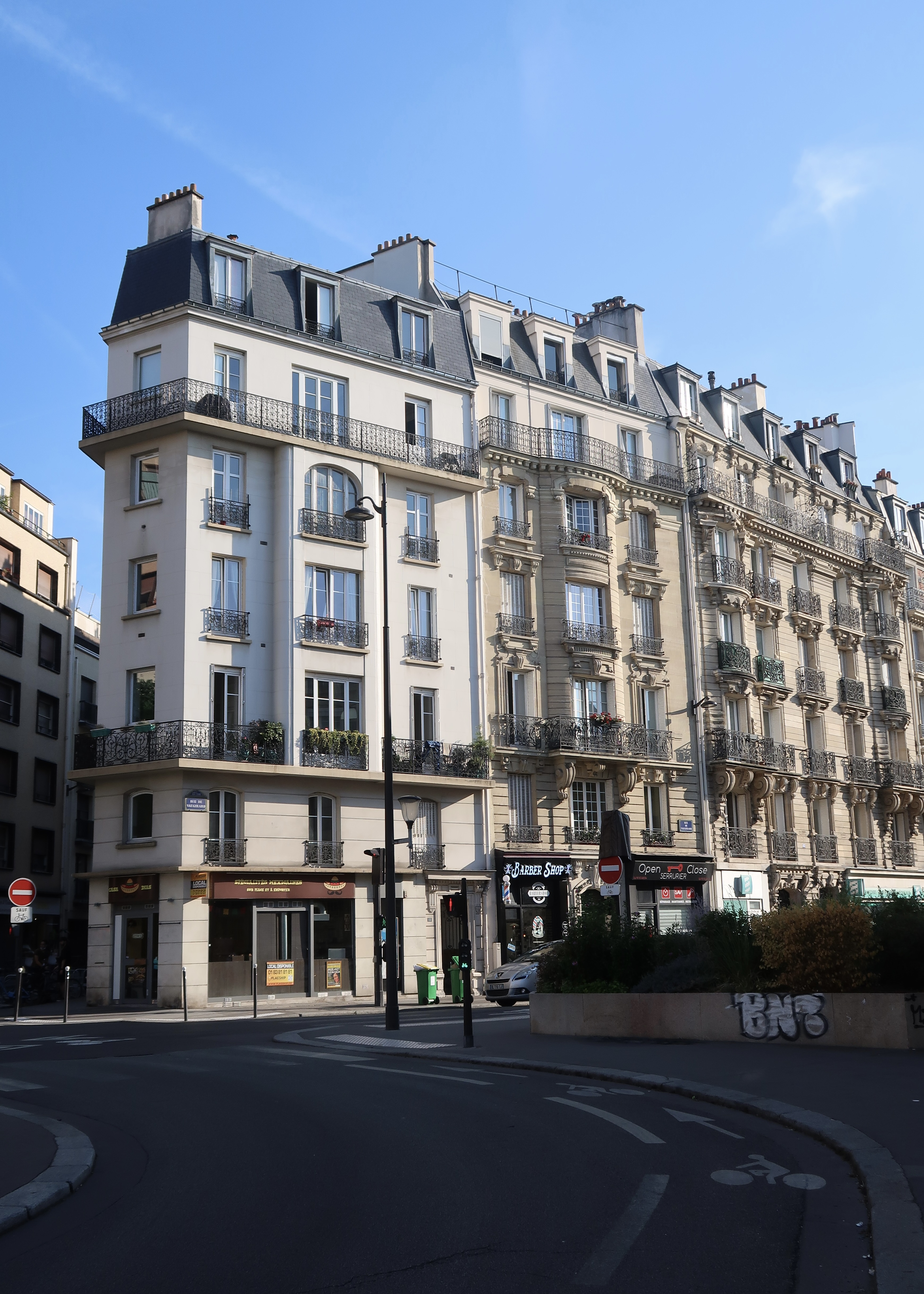
Nos 133-137.
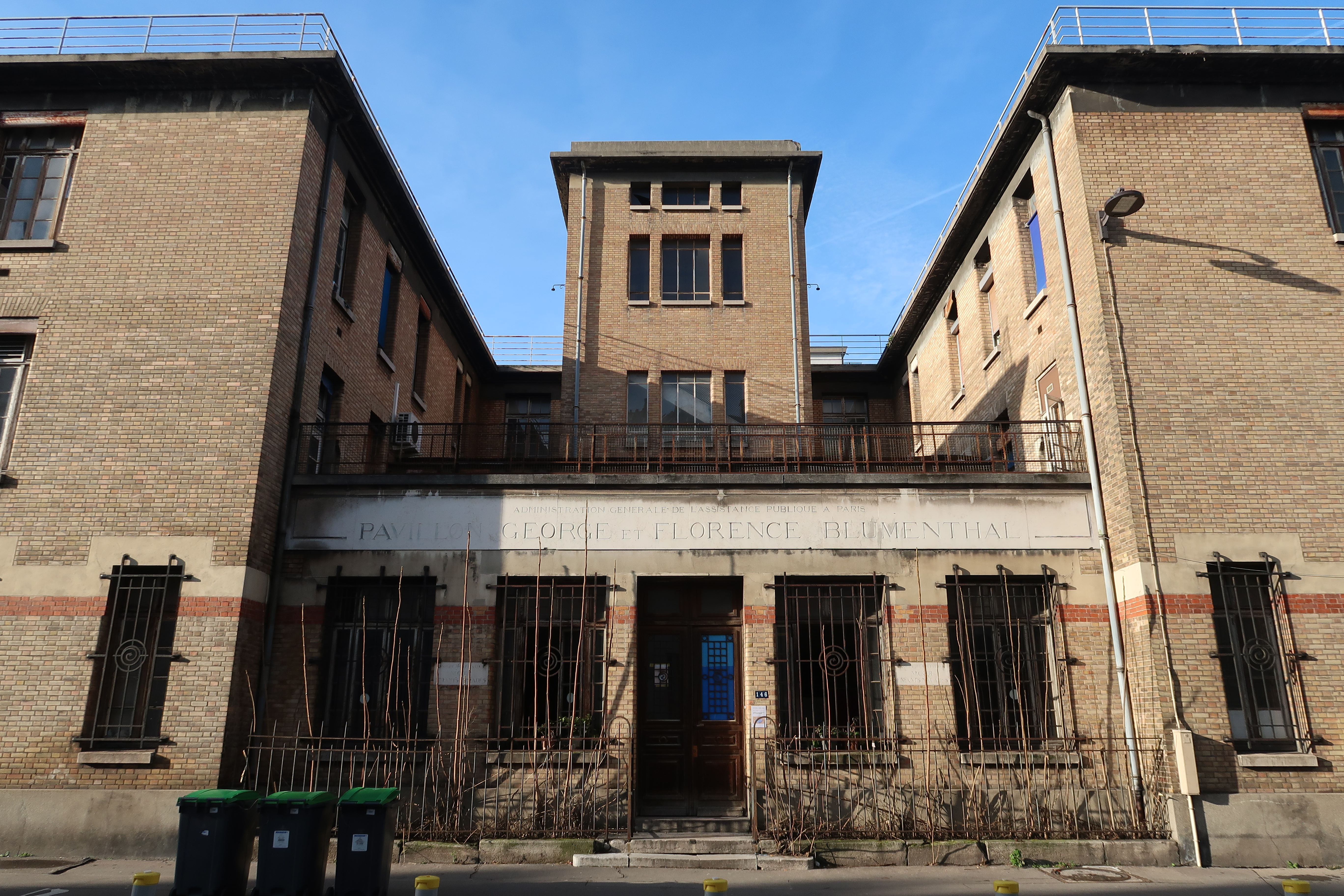
No 146.
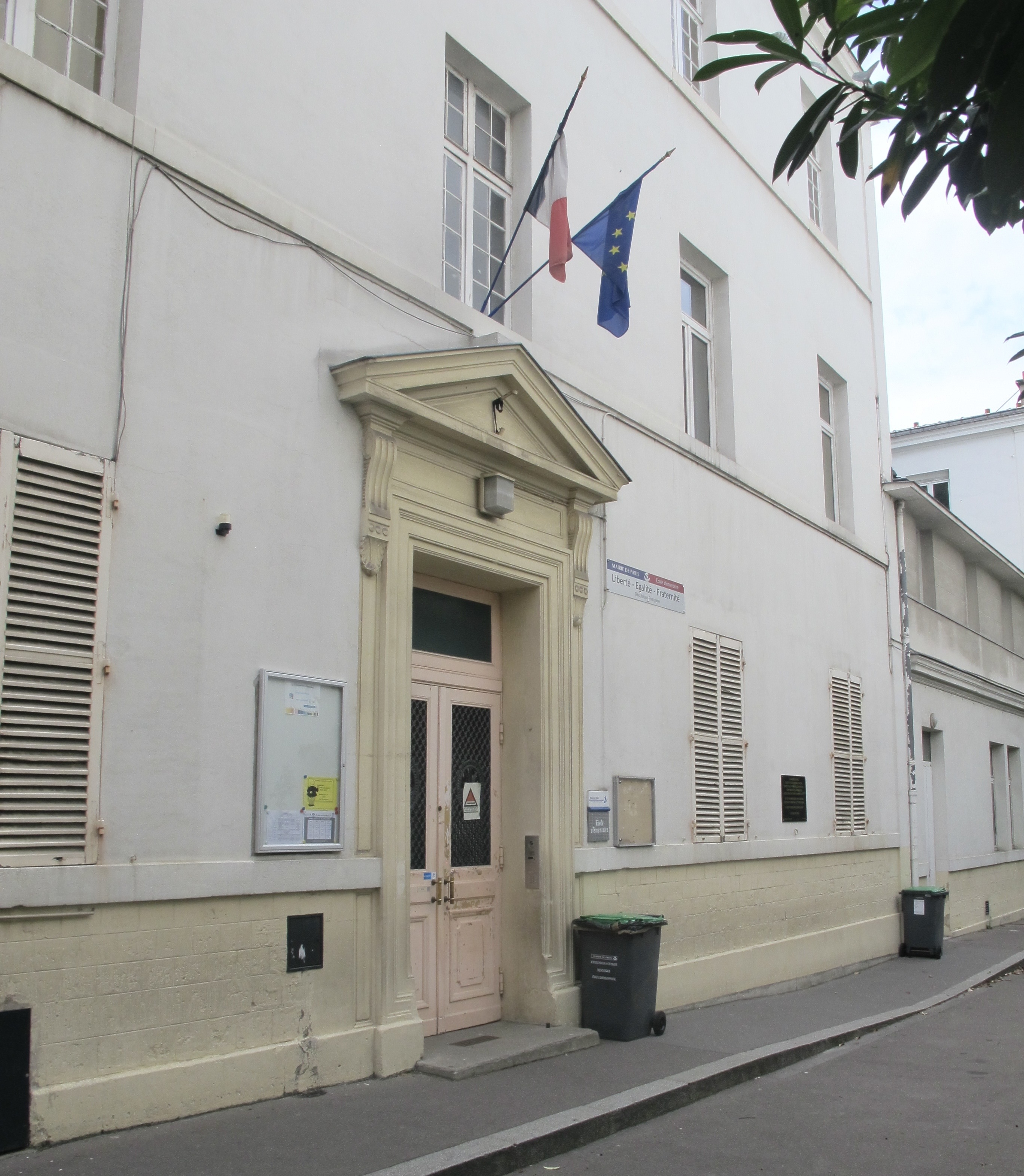
École au no 149.
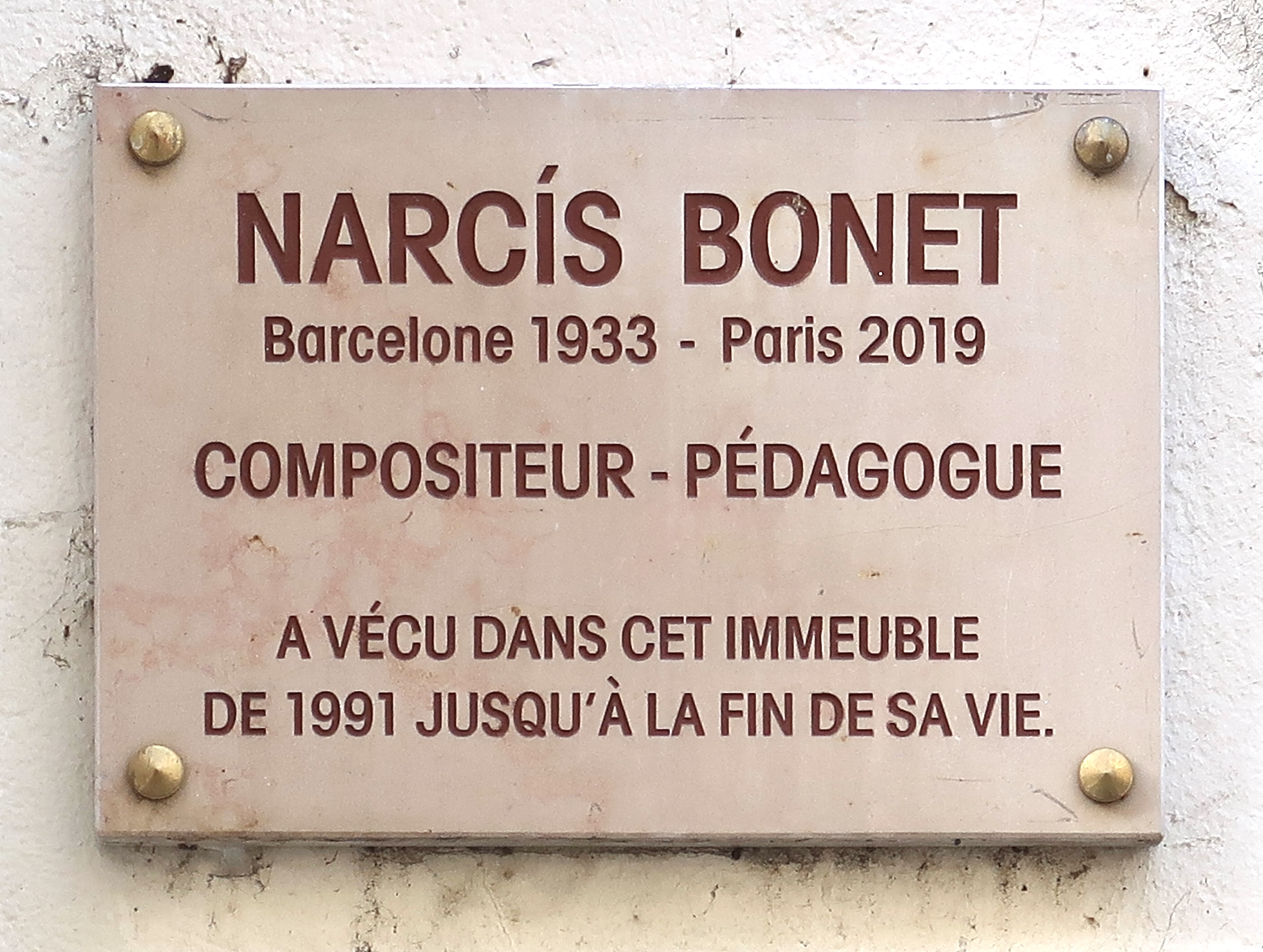
Plaque au no 164.

- No 152 : le sculpteur et médailleur Raoul Lamourdedieu y résidait en 1908.
- No 164 : une plaque commémorative rend hommage au compositeur Narcís Bonet (1933-2019).
- Le physicien André Langevin et sa femme, Luce Dubus, ont habité dans cette rue à partir de 1932[60].

### Entre le boulevard Pasteur et la porte de Versailles: ancienne grande rue de Vaugirard

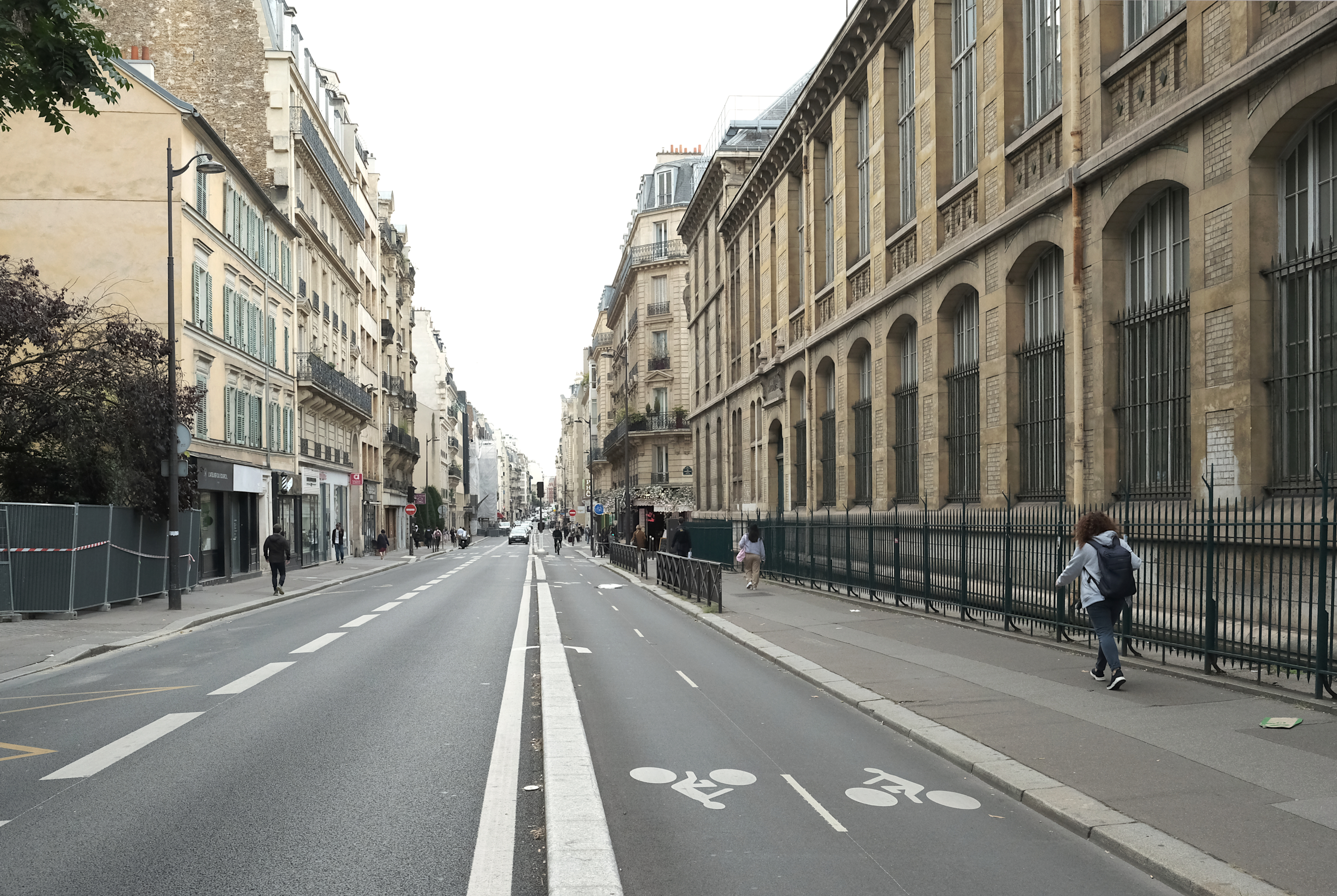
La rue du Vaugirard au niveau du métro Pasteur (à droite les bâtiments du lycée Buffon).

- No 166 : accès secondaire au lycée Buffon.
- No 172 : emplacement du cimetière de Saint-Sulpice, désaffecté en 1856.
- No 180 : Hôpital international, inauguré en 1899.
- No 189 : la brasserie Moritz était établie à cet emplacement de sa création en 1848 à la cessation de son activité en 1960. Un immeuble de bureaux a alors remplacé les installations[61].
- No 193 : immeuble de l'institut Pasteur.
- No 195 : le sculpteur Pablo Gargallo y avait son atelier à partir de 1933.
- No 197 : le peintre Jean Discart y réside jusqu'à sa mort en 1940.
- No 199 : le peintre Louis François Cabanes y réside, puis le sculpteur Charles Maillard en 1936.
- No 203 : les peintres Alfred Manessier et Gustave Singier y ont résidé et travaillé des années 1940 aux années 1970 (immeuble construit après destruction des maisons individuelles).
- No 213 : hôpital de l'Institut Pasteur, fondation Madame Jules Lebaudy.
- No 219 : en 1892 s'installe ici la société de matériel téléphonique Postel-Vinay, qui sera absorbée par Thomson-Houston en 1904[62].
- No 226 : ancienne Auberge du Soleil d'Or, maison de campagne du XVIIIe siècle sur le grand chemin de Vaugirard. C'est là que les royalistes complotèrent en 1791 pour affermir Louis XVI sur le trône et c'est là également que les anciens Montagnards fomentèrent l'affaire du camp de Grenelle, contre le Directoire, en 1796[63] Elle fut longtemps menacée de démolition[réf. nécessaire]. Le peintre Robert Coutelas y vécut de 1965 à sa mort en 1985[64].

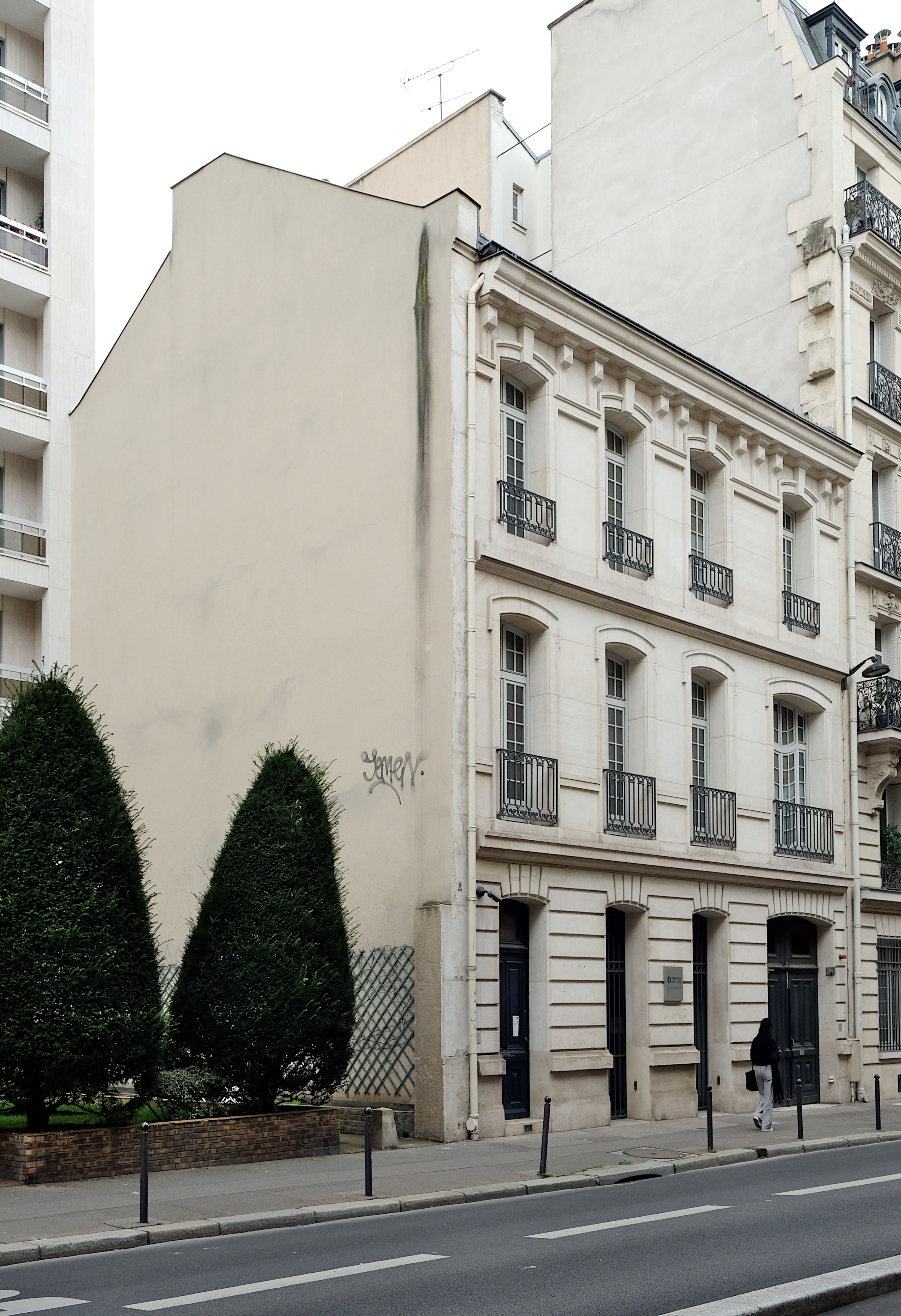
No 193.
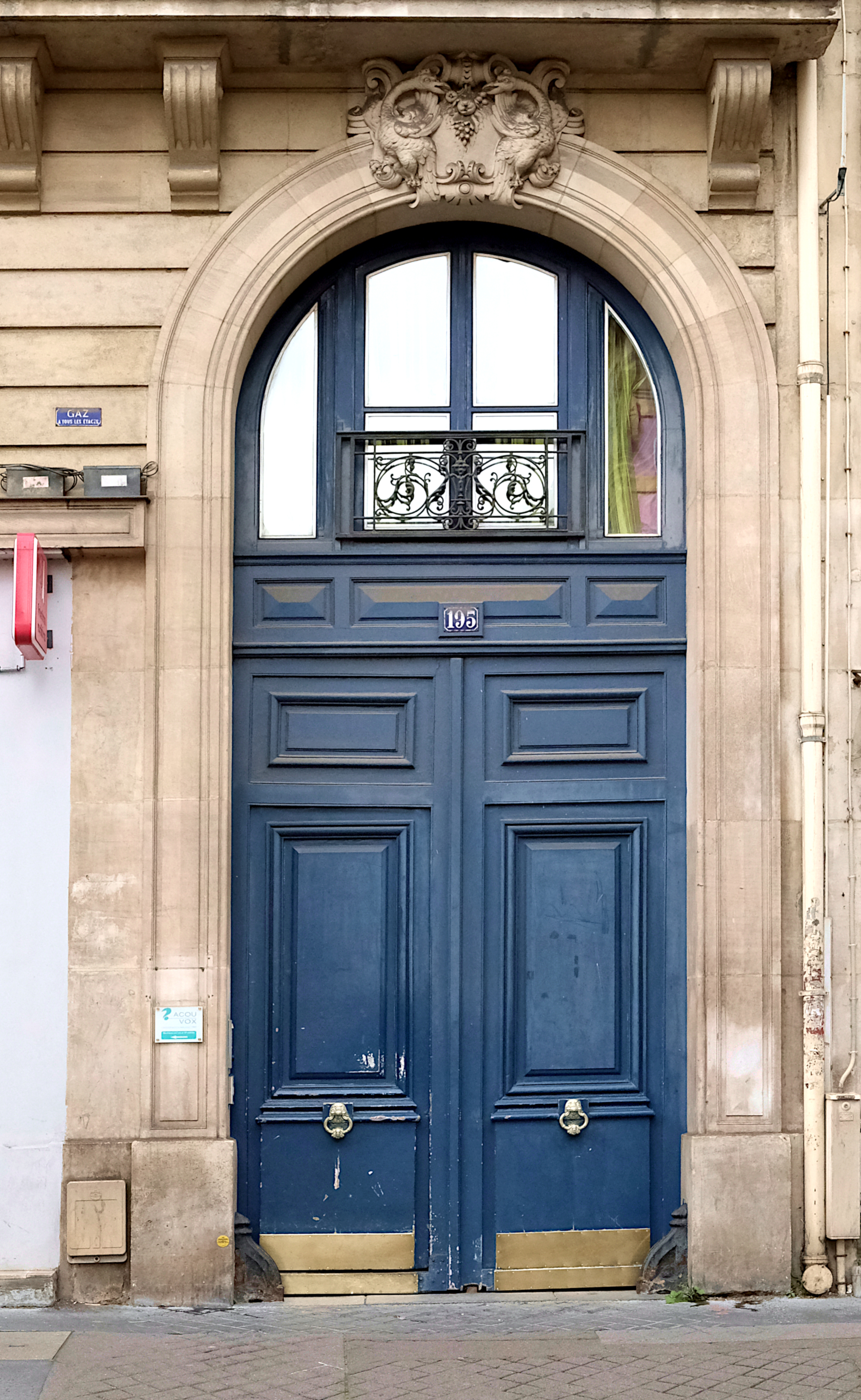
No 195.
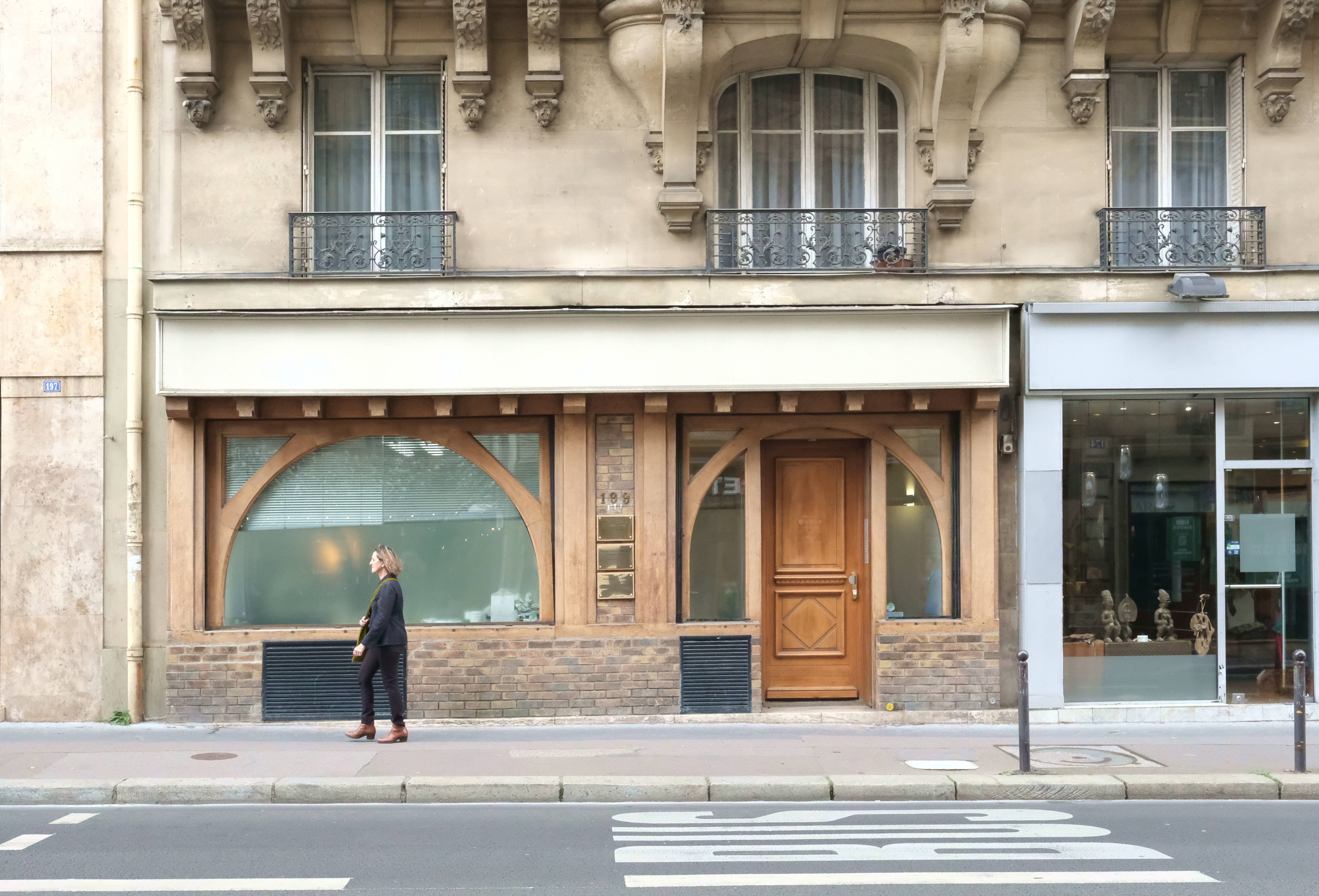
No 199.
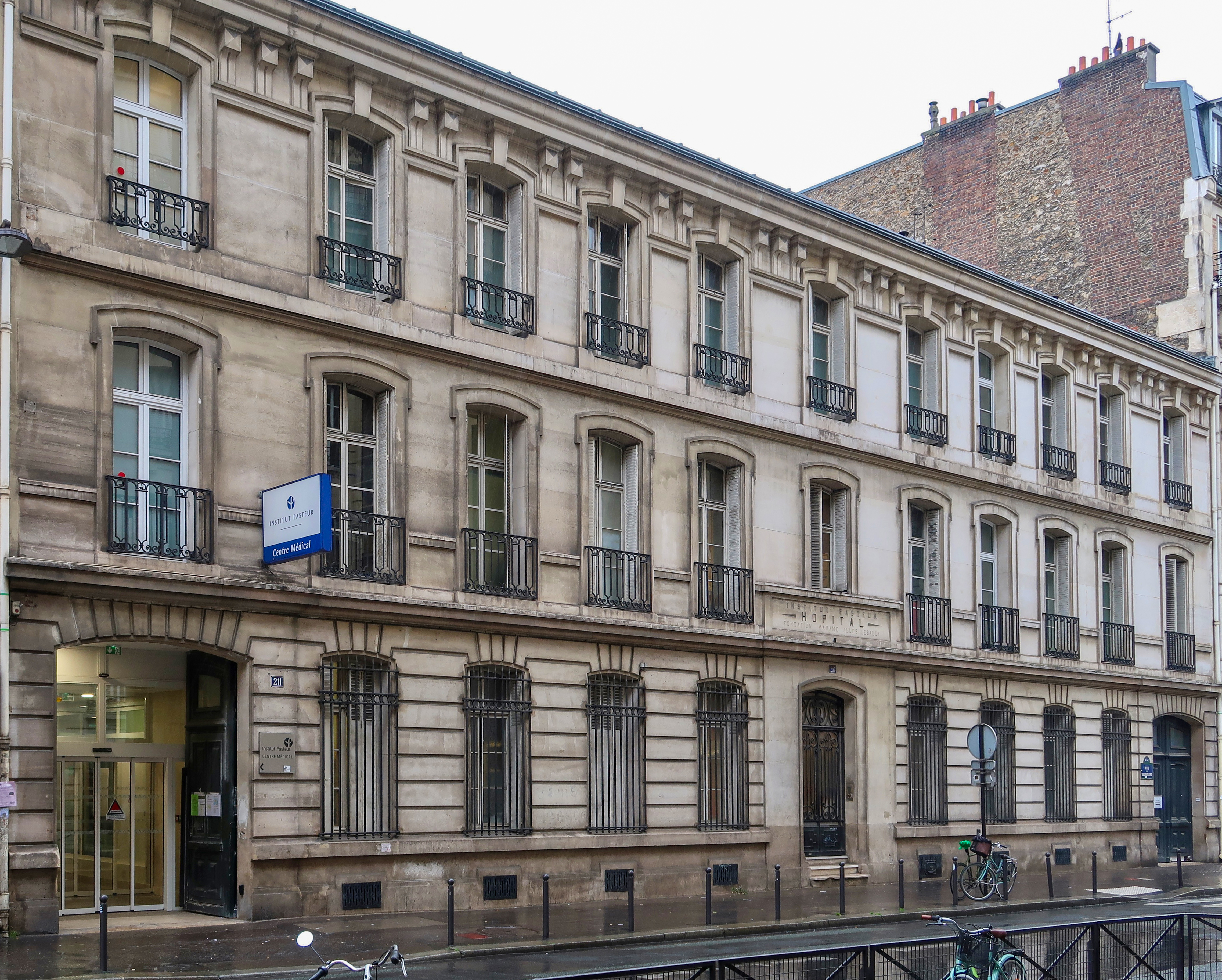
No 213.
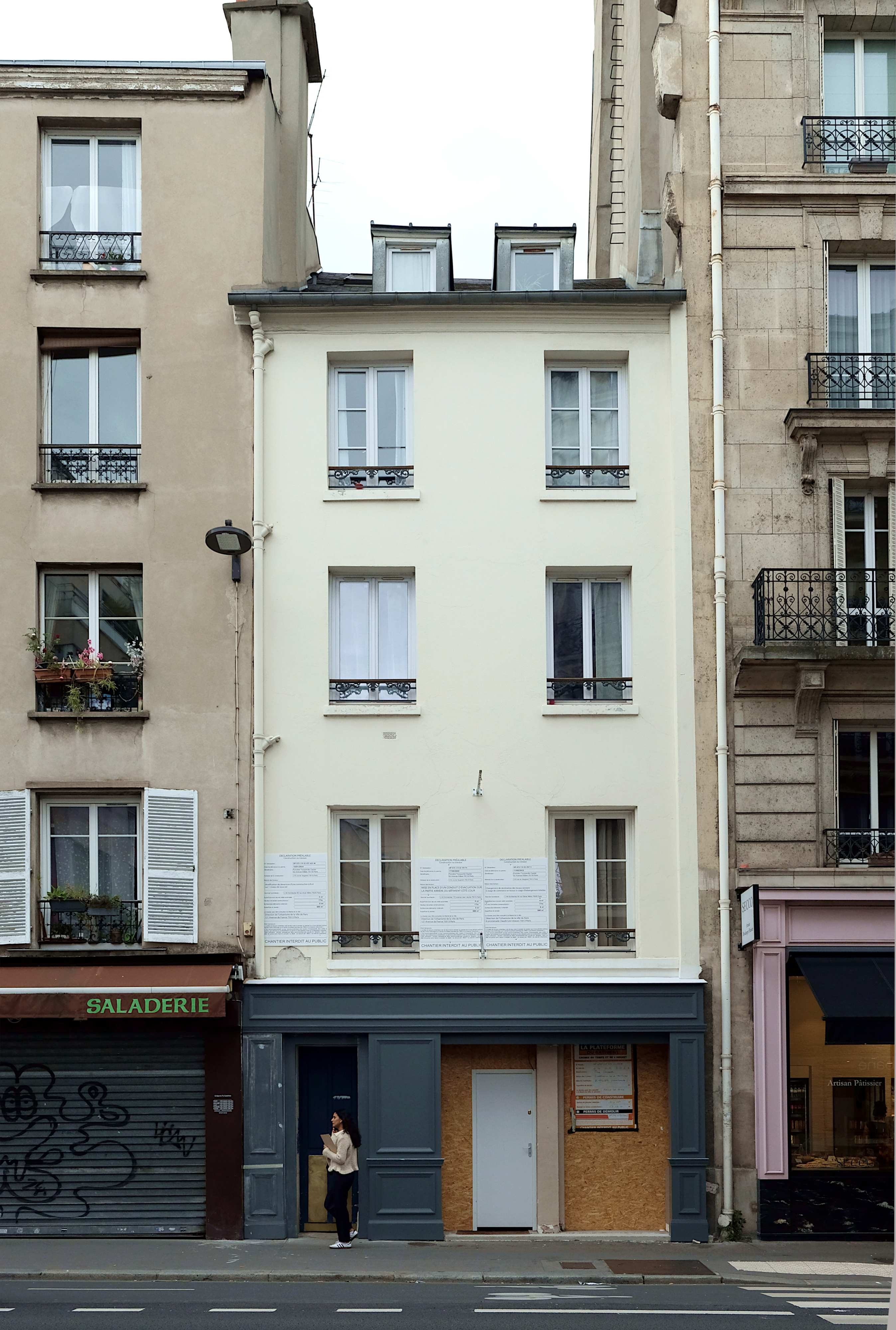
No 214.
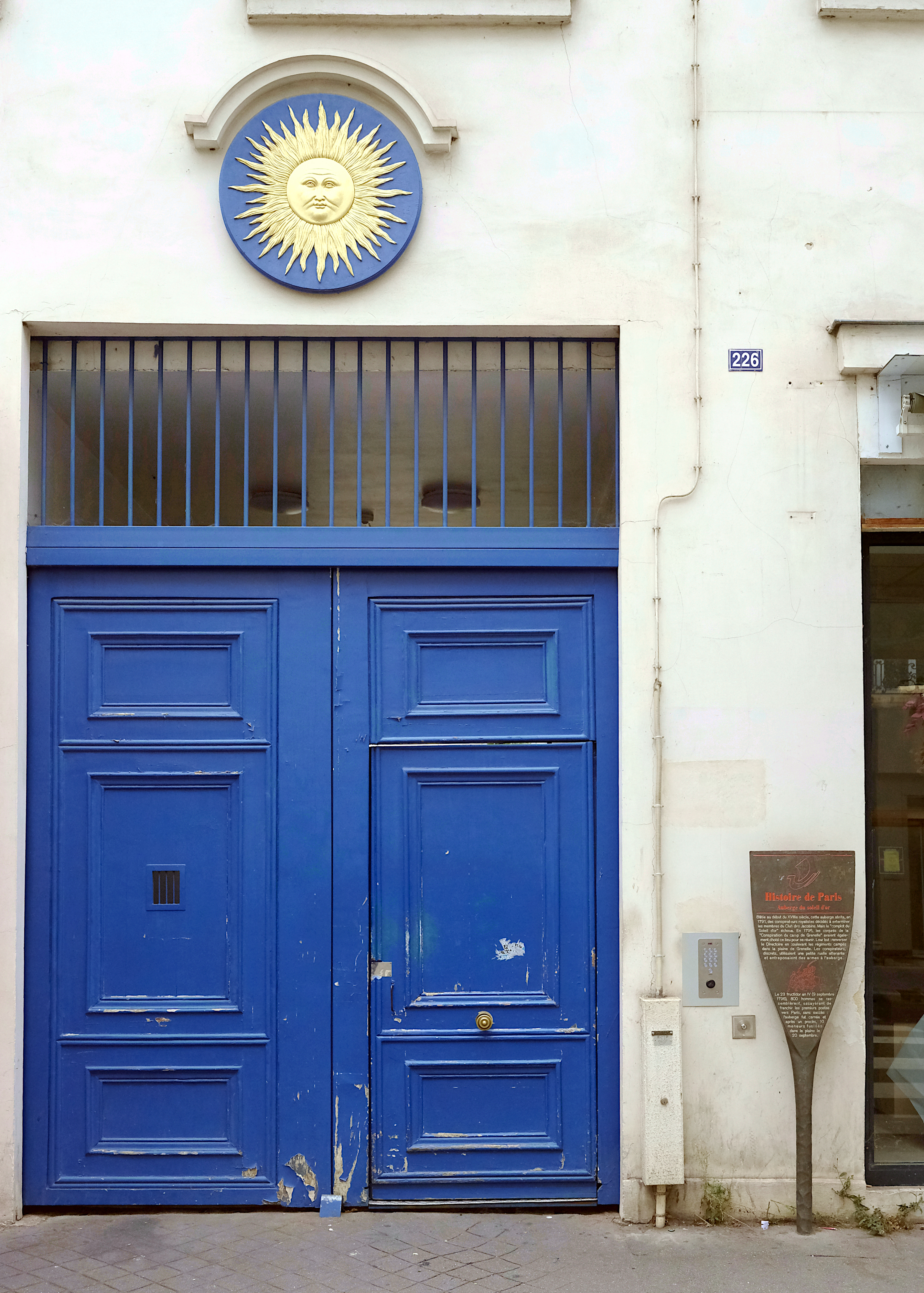
No 226 : ex Auberge du Soleil d'Or.

- No 238 : ancien siège de l'UMP de 2011 à 2015, puis des Républicains de 2015 à 2023, à la place d'un ancien garage Renault[65].
- No 250 : commissariat de police du 15e arrondissement.
- No 252 : emplacement, au début du XIXe siècle, de l’ancienne mairie de Vaugirard[66].
- No 251 : bâtiment du ministère de l'Agriculture. Anciennement siège social de la Compagnie générale de constructions téléphoniques.
- No 272 : ancienne agence Ford en 1927[67], ce bâtiment à la façade sobrement Art déco[68] abrite aujourd'hui un supermarché.
- No 279 : ateliers de Jean Barillet (1912-1997), maître verrier français, fils de Louis Barillet[69].
- No 285 : appartement de Michel Foucault de 1970 à sa mort en 1984[70].
- No 289 : le philosophe Michel Foucault y vécut ; une plaque lui rend hommage.
- No 297 : le dramaturge et scénariste Steve Passeur (1899-1966) y habite lors de son mariage avec Renée Passeur en 1934[71]
- No 310 : chapelle des sœurs de la Charité dominicaines de la Présentation de la Sainte-Vierge de Tours. Emplacement de l'ancien orphelinat Saint-Charles, créé en 1854 par l'abbé Bayle pour recueillir les enfants devenus orphelins à la suite des premiers pandémies de choléra. Un panneau Histoire de Paris, placé vers le no 397 de la rue, sous le viaduc de la Petite Ceinture du 15e, le rappelle.
- No 333 : immeuble de 1907 (architecte Louis Marnez).
- No 340 : emplacement, en 1843, lors de sa fondation, de l'ouvroir de Notre-Dame-de-la-Miséricorde, atelier de travail créé à l'initiative des dames de l'Œuvre des prisons et confié aux sœurs de Marie-Joseph pour soutenir et loger des jeunes filles sortant de la prison de Saint-Lazare après y avoir purgé leurs peines et qui montraient de bonnes dispositions[72].

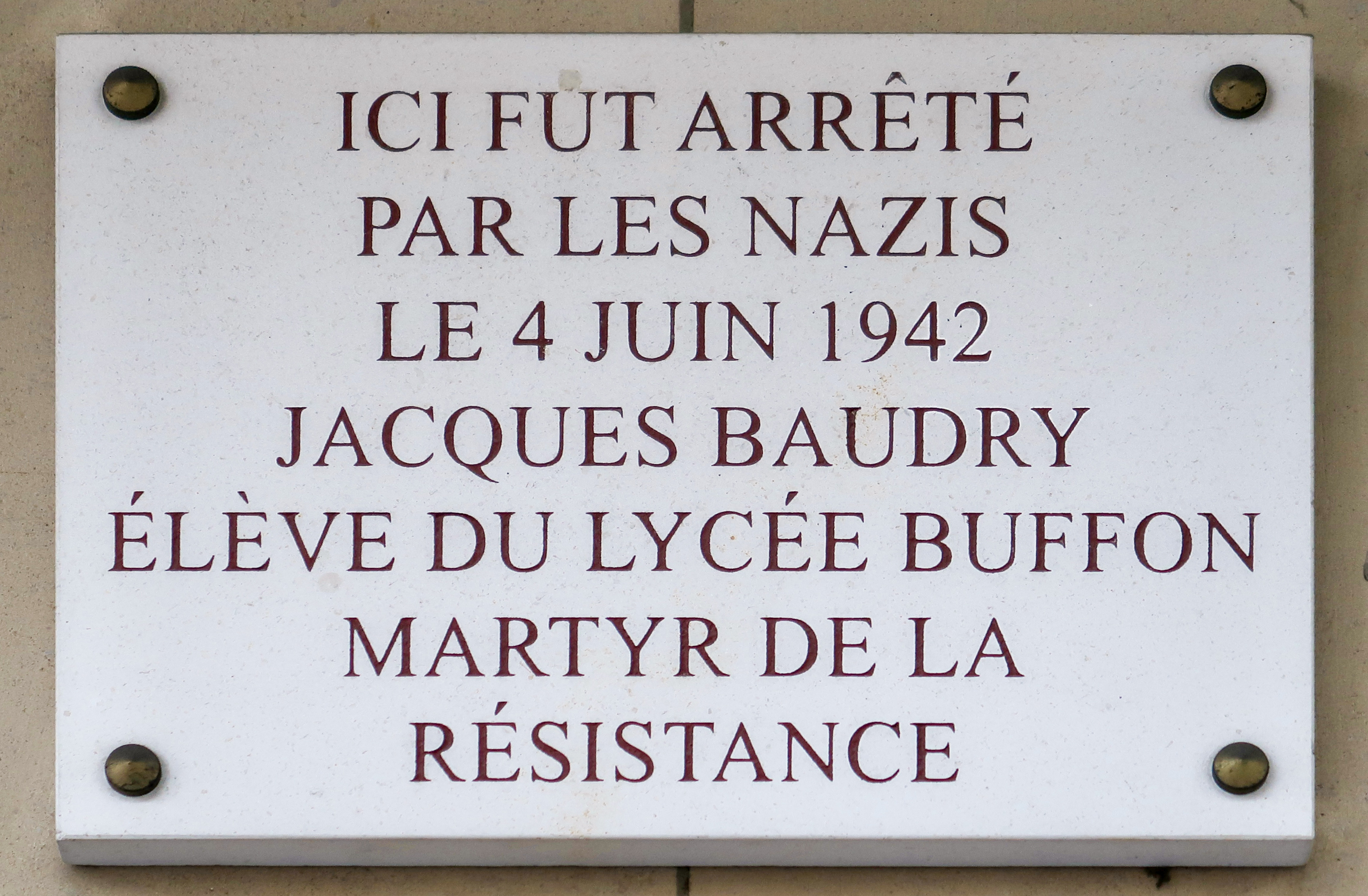
Plaque en mémoire de Jacques Baudry (l'un des cinq martyrs du lycée Buffon), au no 247.
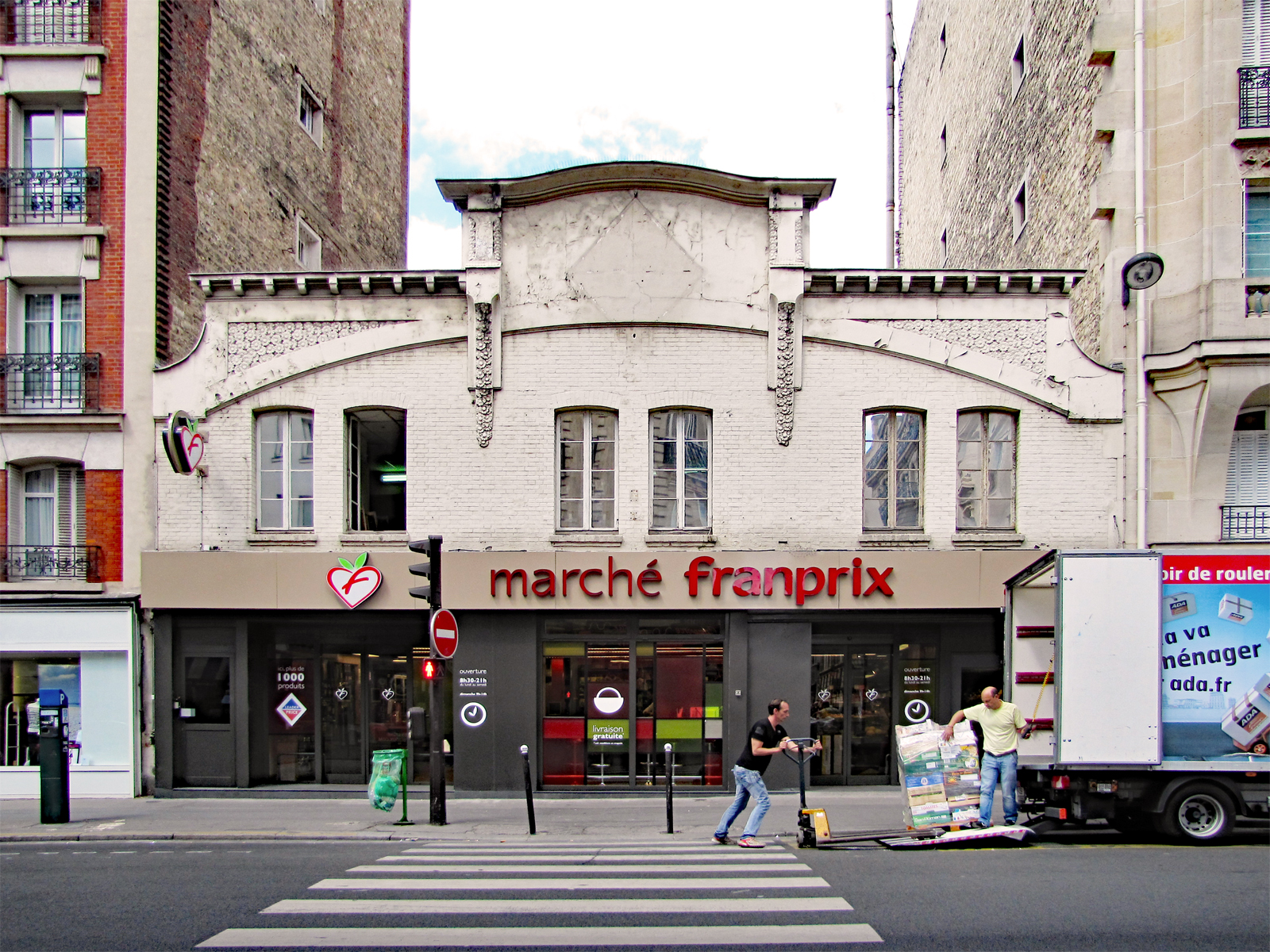
Bâtiment commercial à la façade Art déco au 272, rue de Vaugirard.
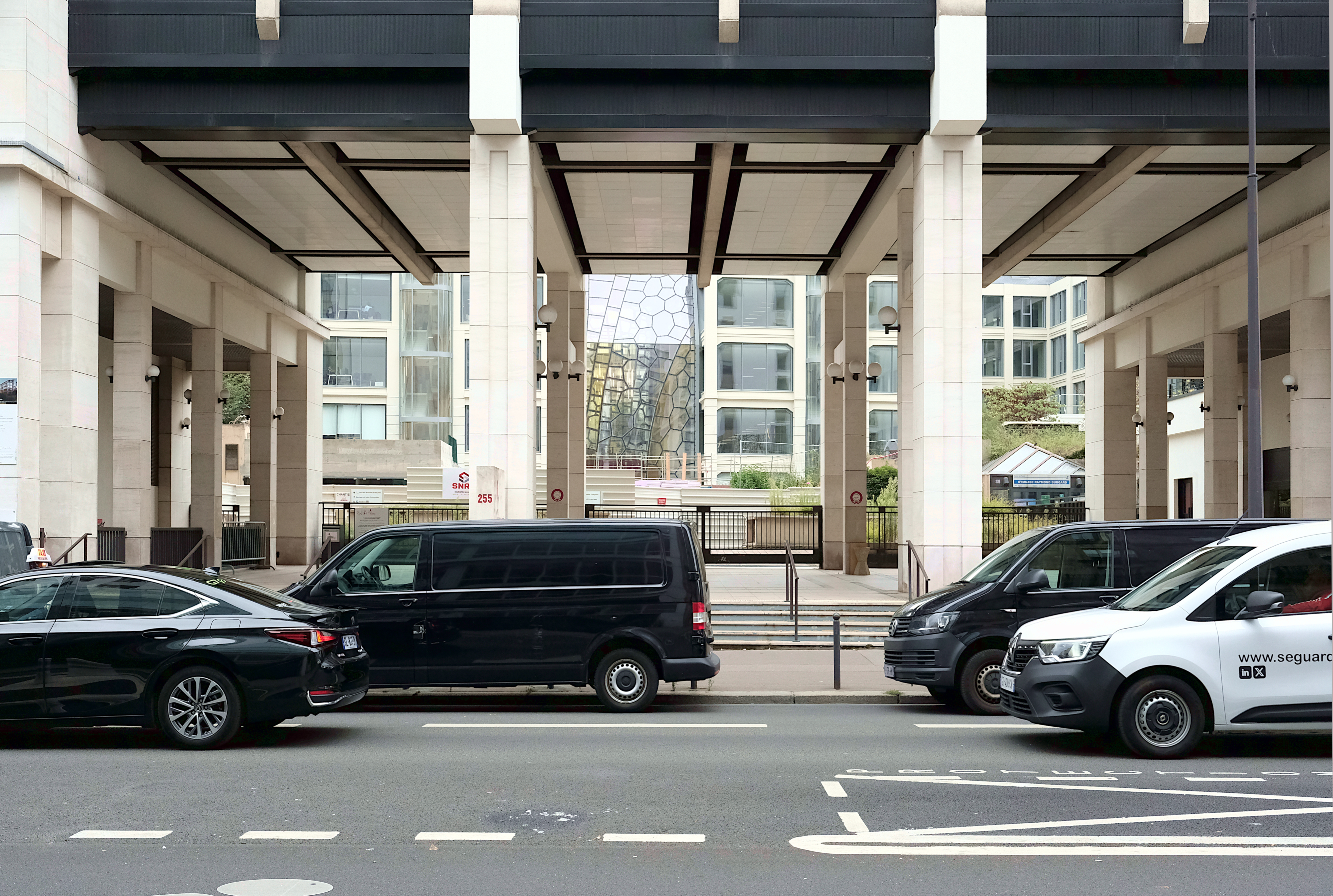
No 255.
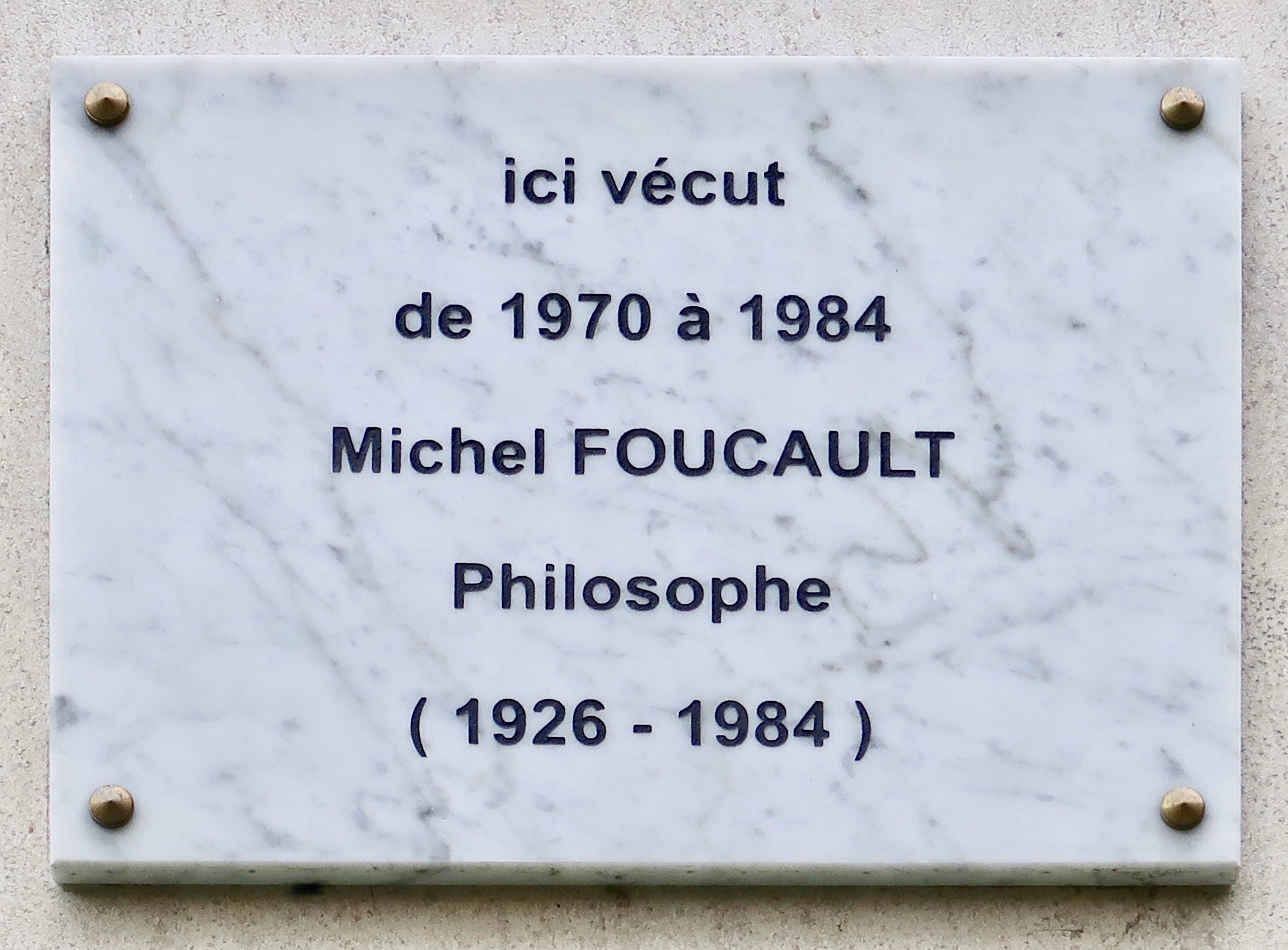
Plaque en mémoire de Michel Foucault, au no 289.
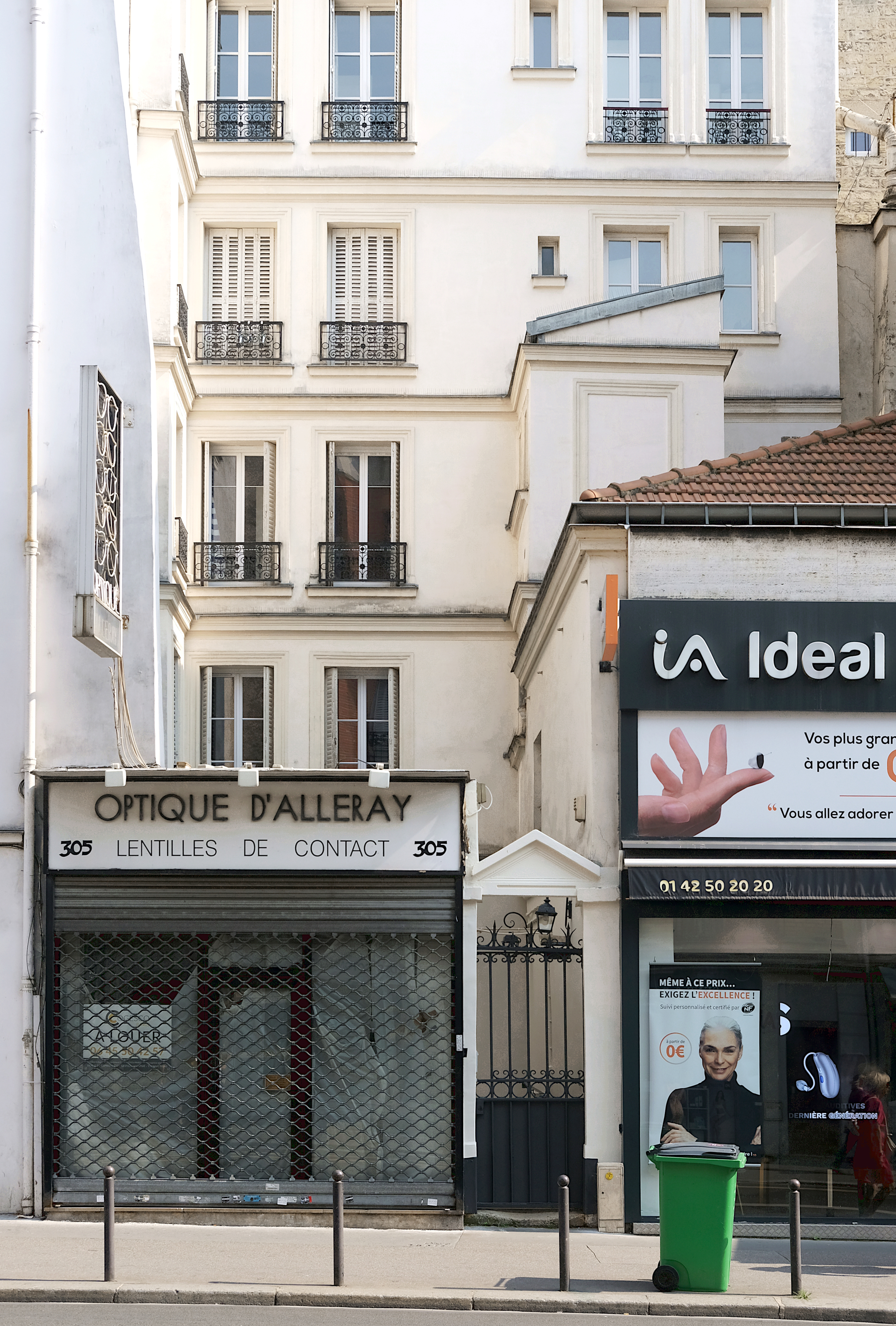
No 305.
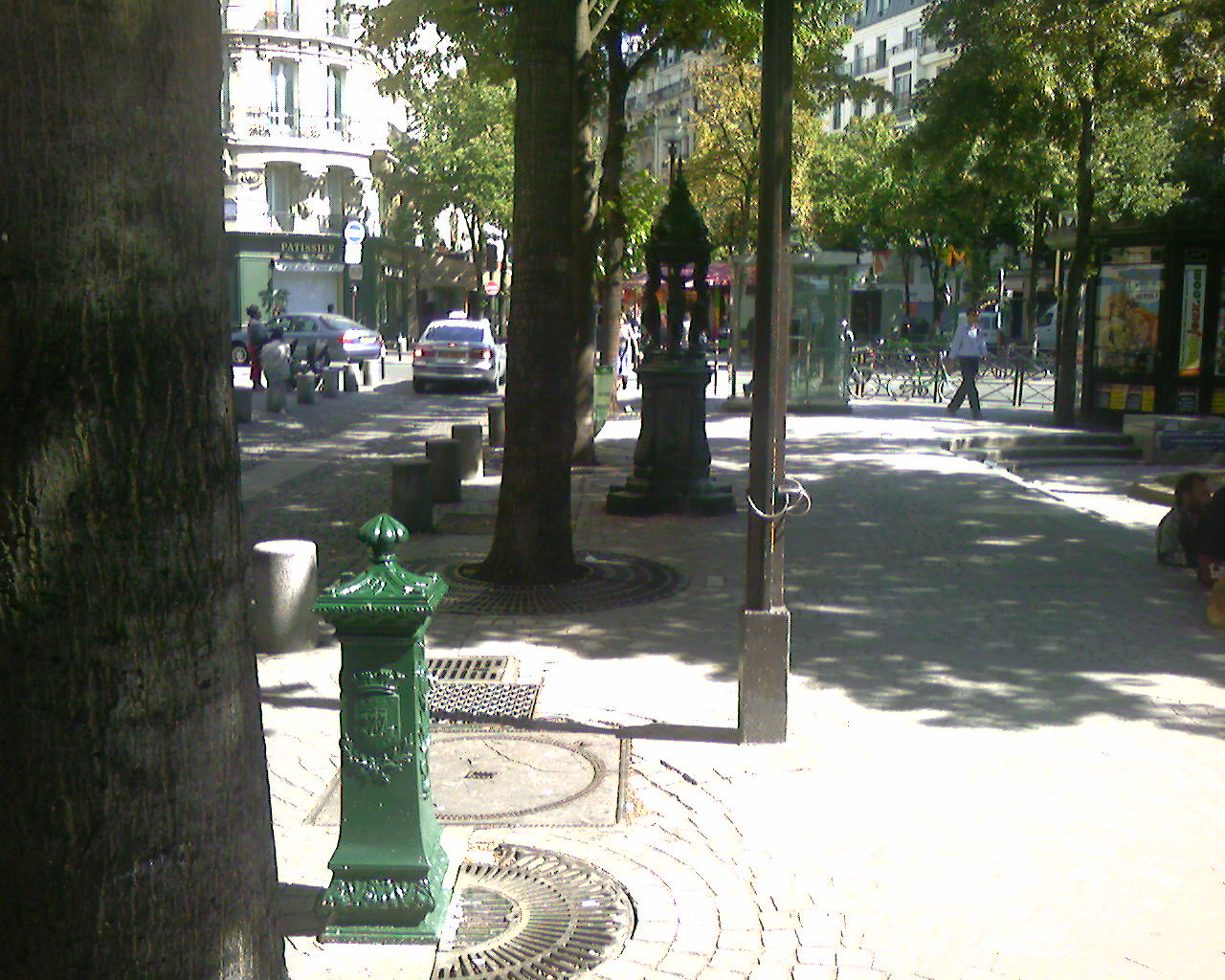
La rue de Vaugirard (visible au fond) longe la place Geneviève-de-Gaulle-Anthonioz où se trouvent deux fontaines Wallace.

- Nos 354-356 : emplacement du séminaire Saint-Sulpice, premier séminaire français, créé par Jean-Jacques Olier en décembre 1641[73].
- No 354 bis : l'Aviatic Bar dont le décor intérieur en céramique datant de 1910 a été réalisé par la faïencerie belge Gilliot et Cie de Hemixem. Il est inscrit aux monuments historiques[74].
- Nos 355-371 : emplacement de l'ancien hôpital de Vaugirard également appelé hospice de Santé. Actuel emplacement de l'hôpital Vaugirard - Gabriel-Pallez.
- No 372 (angle no 14 rue de Cadix) : « immeuble plat »[75],[76].
- Nos 373 à 377 bis : emplacement de la maison de campagne du séminaire des Trente-Trois.
- No 379 : ancien patronage de l'Enfance et de l'Adolescence, fondé en 1912 par Henri Rollet[77].
- No 386 : immeuble construit en 1901 par les architectes Joseph Charlet et Étienne Perrin.
- No 391 : site de l'université Paris II Panthéon-Assas, communément appelé « centre Vaugirard », qui occupe une partie de l'ancien collège de l'Immaculée-Conception, dont Charles de Gaulle était un des élèves. L'ancienne chapelle et le dortoir du collège sont inscrits aux monuments historiques[78].
- No 393 : lycée autogéré de Paris, lycée alternatif fondé en 1982 et installé rue de Vaugirard depuis 1984[79],[80].
- No 397ter : gare de Vaugirard-Ceinture, sur l'ancienne ligne de Petite Ceinture. Le pont est emprunté depuis 2013 par la Petite Ceinture du 15e. Plaque commémorative : « Ici est tombé pour la libération de Paris le 24 août 1944 Georges Walker 47 ans. »

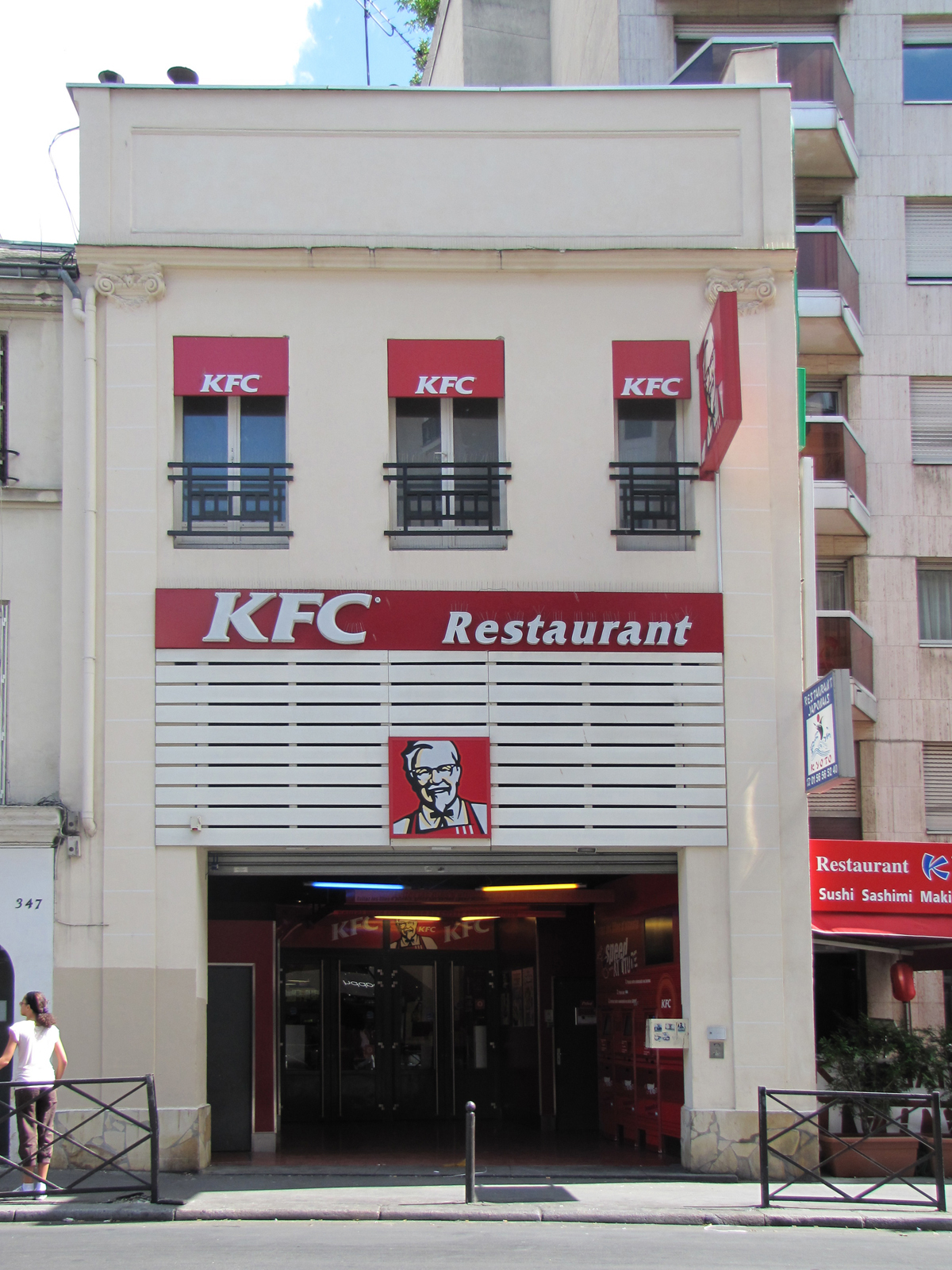
Ancien cinéma de quartier, 349, rue de Vaugirard.
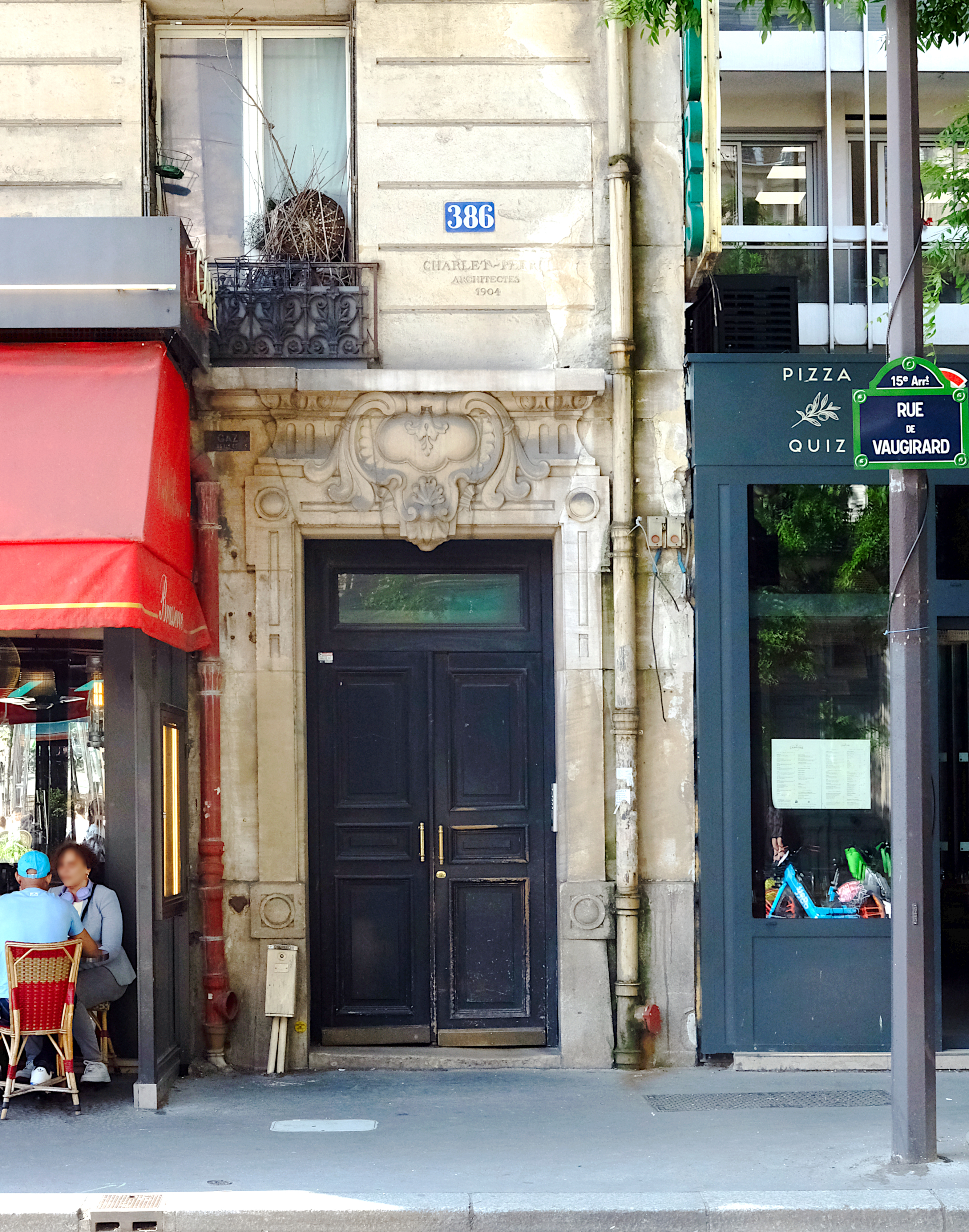
N°386 : immeuble construit en 1901 par les architectes Joseph Charlet et Etienne Perrin.
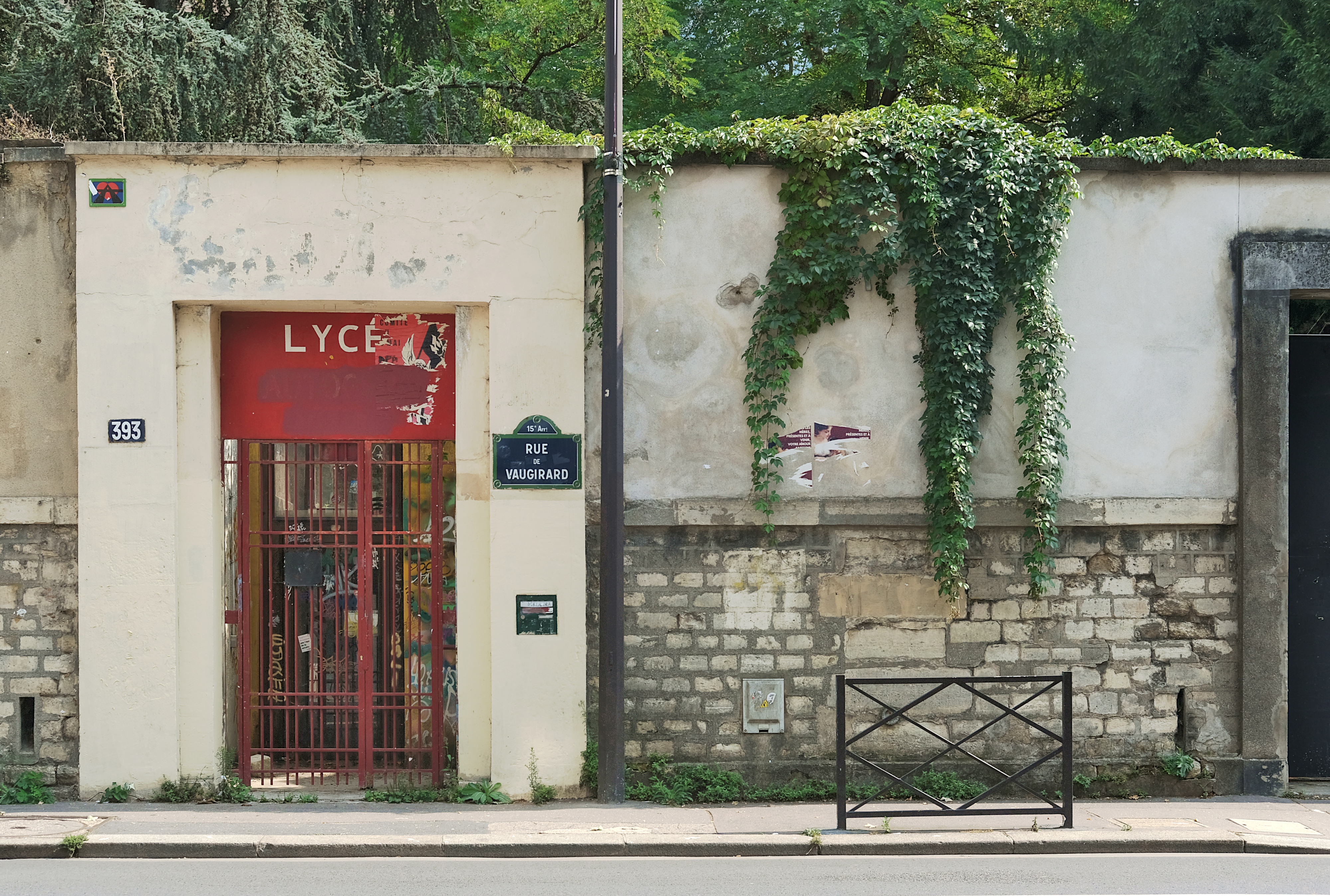
N°393.
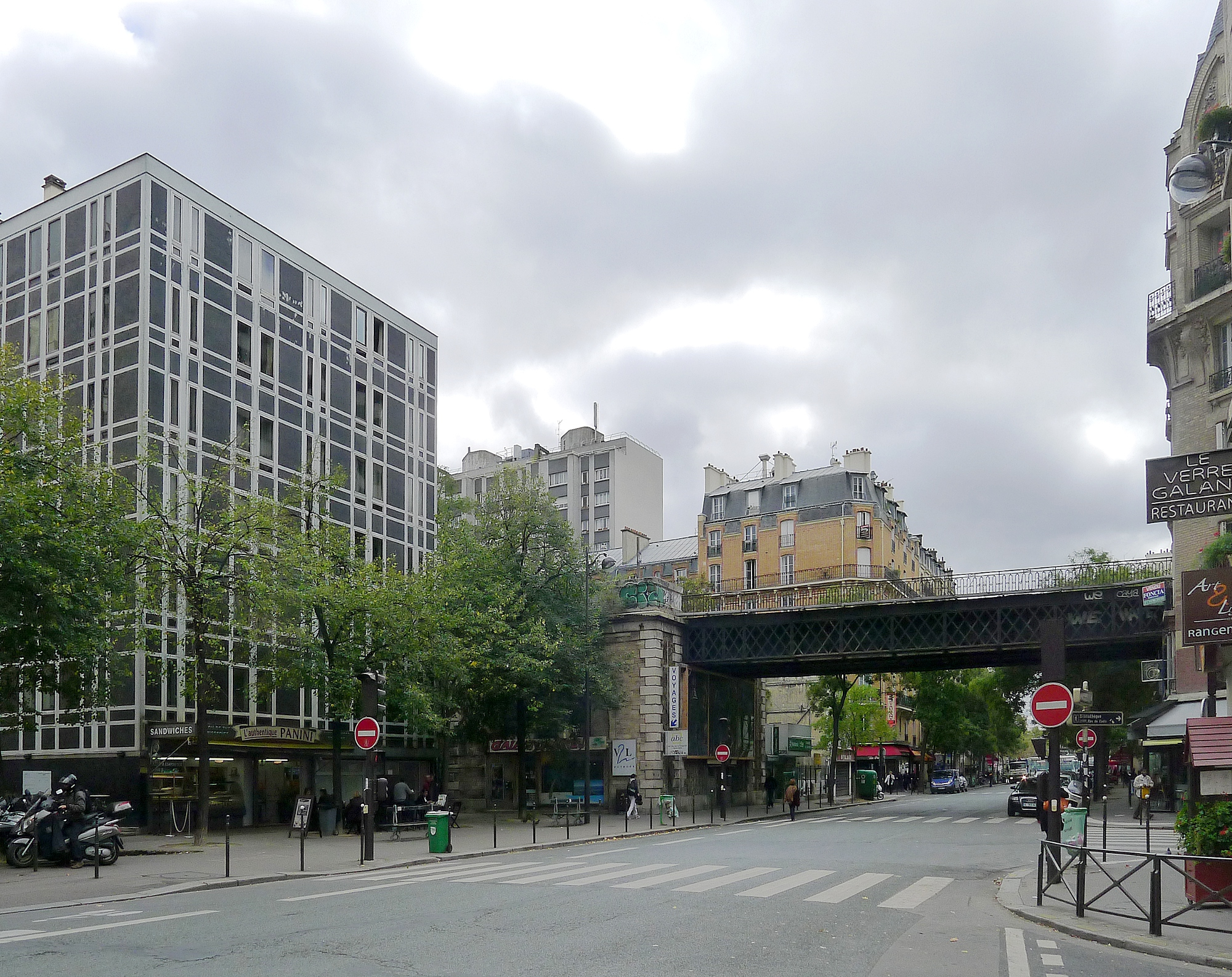
Pont de la ligne de Petite Ceinture.
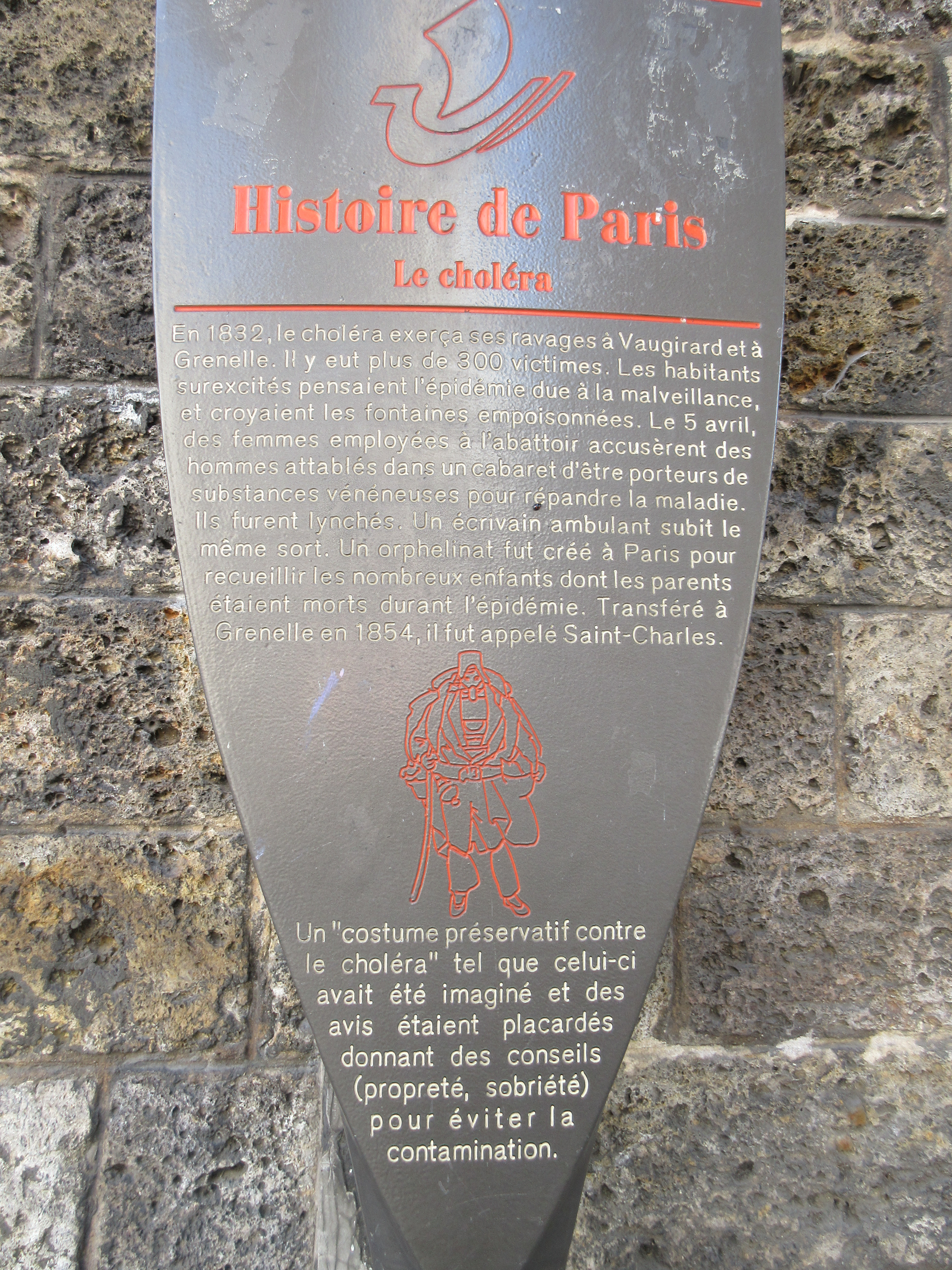
Panneau Histoire de Paris sur le choléra sous le viaduc.
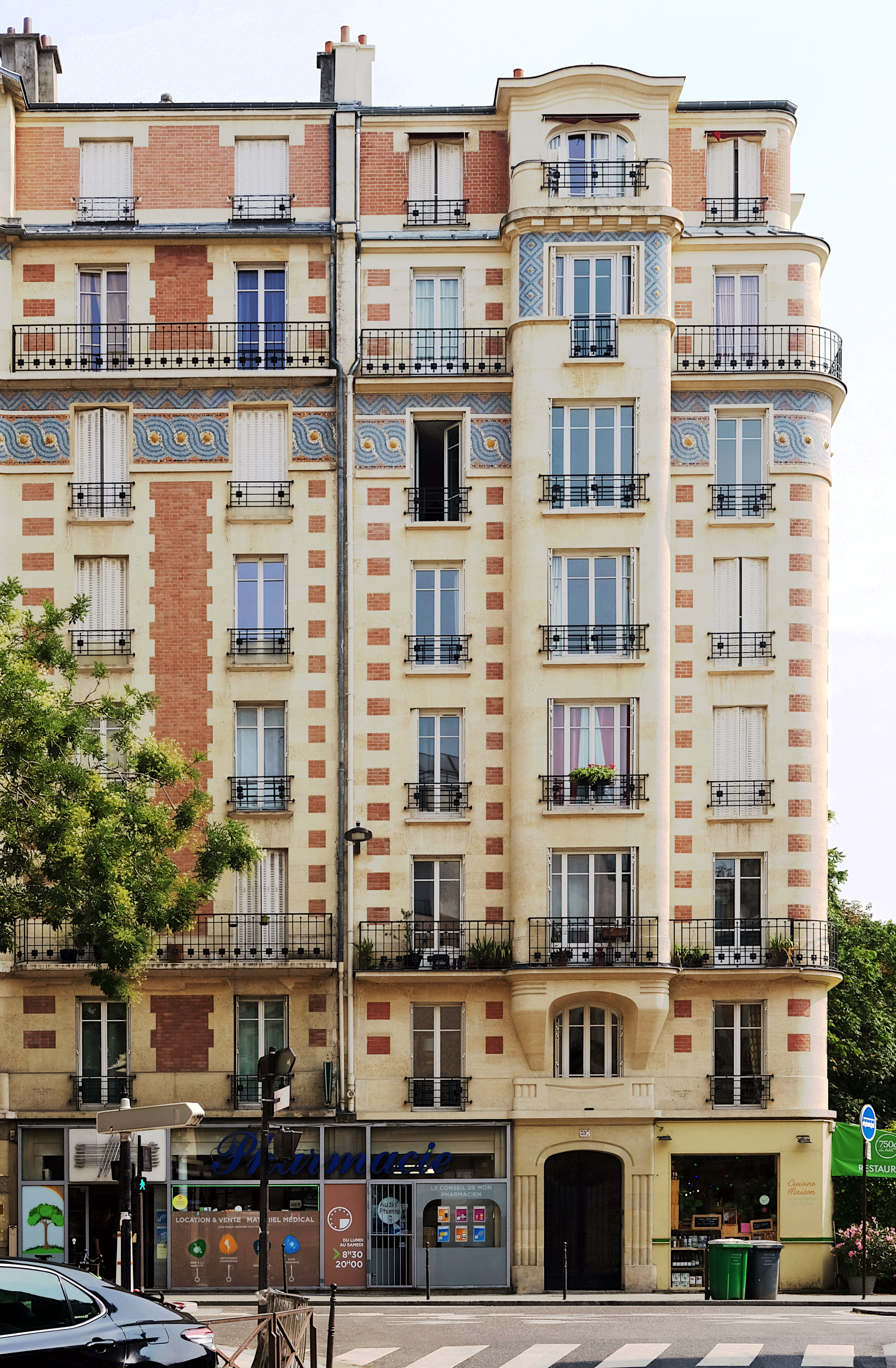
N°397.
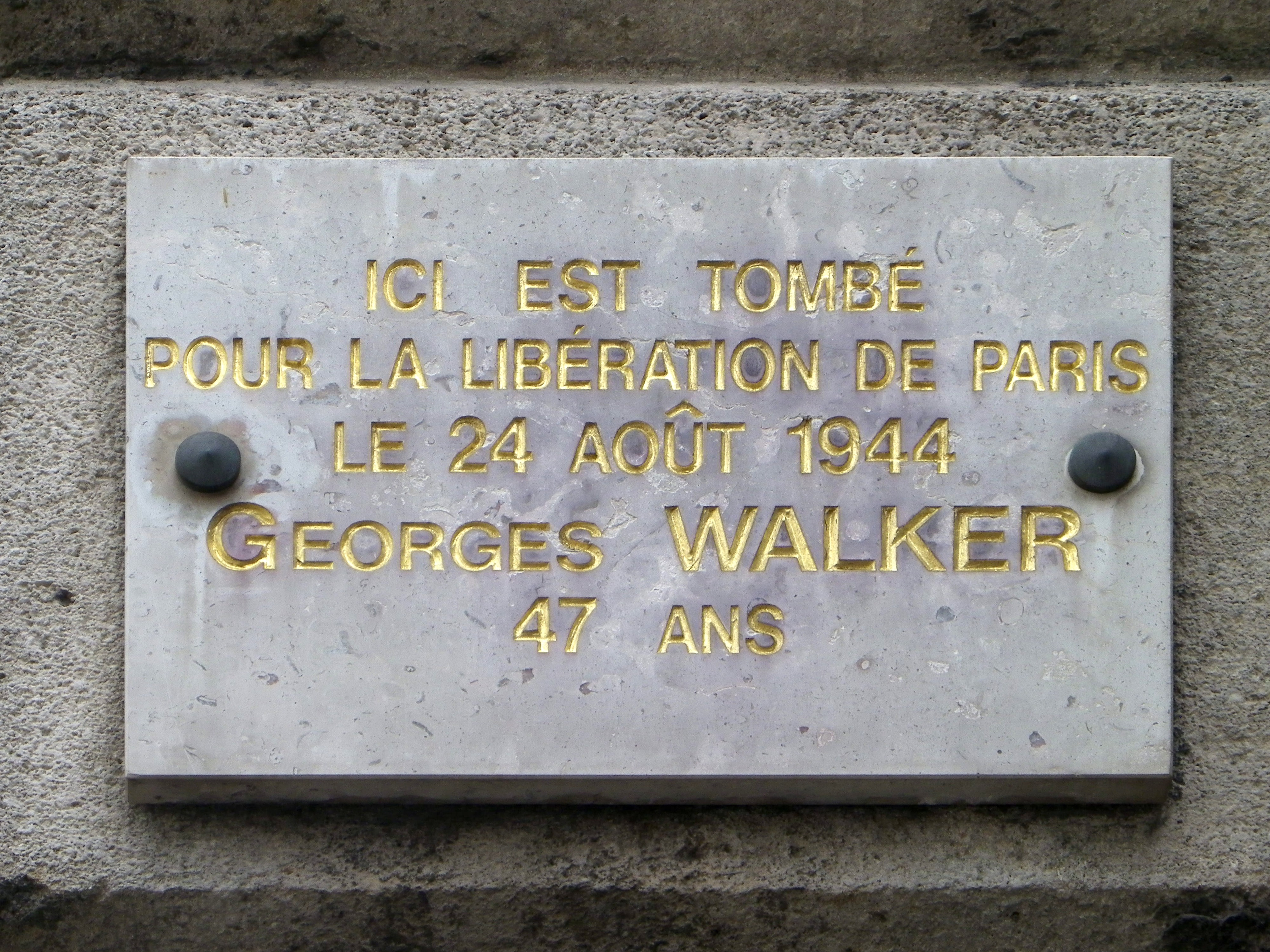
Plaque rendant hommage au résistant Georges Walker, 397 bis, rue de Vaugirard.
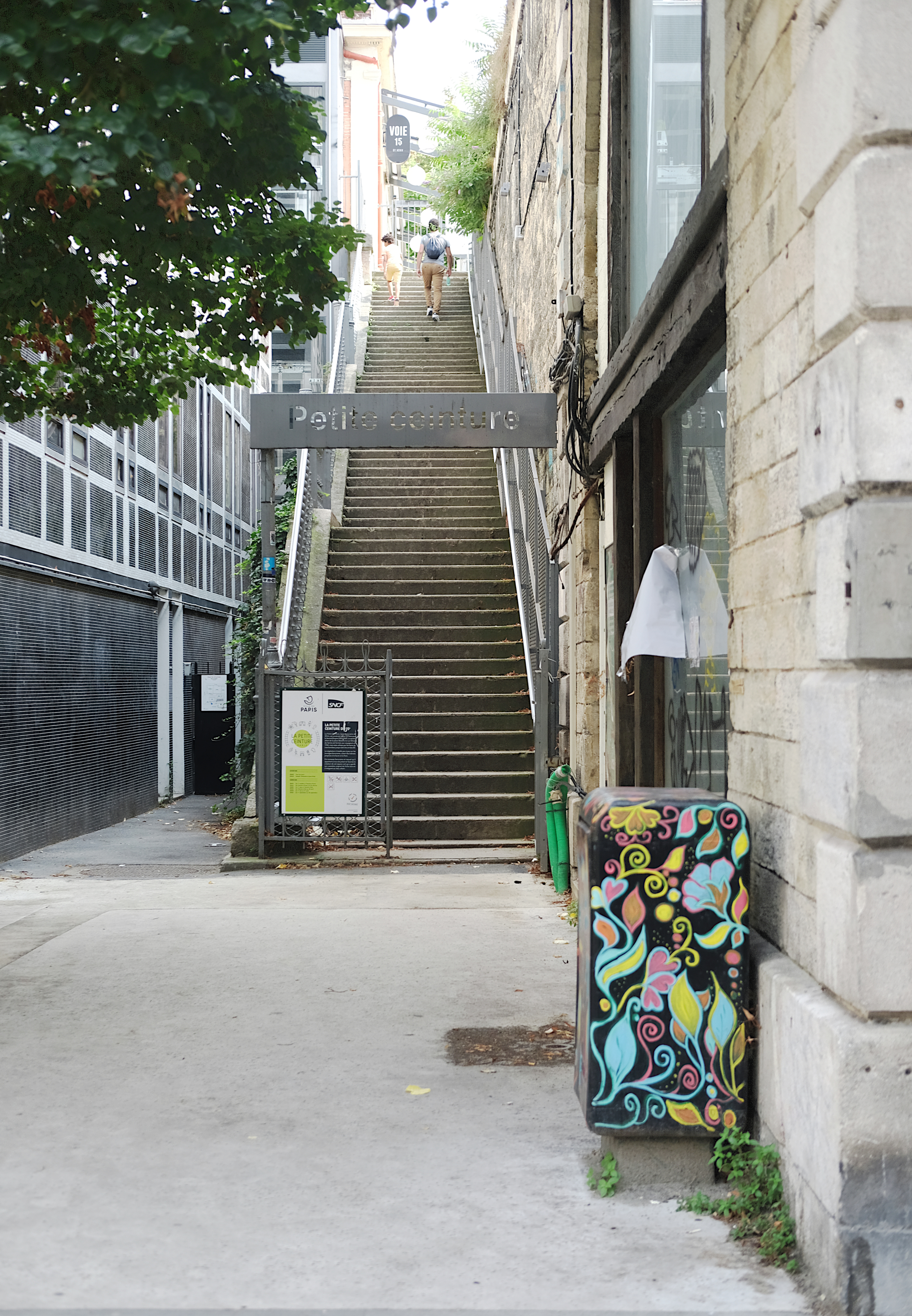
Accès à la Petite Ceinture du 15e (accès Vaugirard).

## Divers
- « Vaugirard » est aussi l'ancienne appellation de l'École nationale de photographie et cinématographie, aujourd'hui, École nationale supérieure Louis-Lumière.
- La rue Vaugirard fait partie des emplacements à acheter dans l'édition française du jeu de Monopoly.
- Une partie de l'action de l'album S.O.S. Météores de Blake et Mortimer se déroule au n°69 bis. Néanmoins, les dessins du porche d'entrée reprennent l'entrée du n°58[81].
- Dans le roman autobiographique Le Bachelier de Jules Vallès, c'est rue de Vaugirard que le personnage principal, Jacques Vingtras, retrouve après bien des péripéties ses amis nantais, principalement Charles-Louis Chassin, renommé Matoussaint dans l'œuvre.
- Dans son roman Les Trois Mousquetaires, Alexandre Dumas situe au 25 de la rue de Vaugirard le domicile du personnage d'Aramis, qui donne « sur un petit jardin frais, vert, ombreux et impénétrable aux yeux du voisinage »[82].